# クッキンアイドル アイ!マイ!まいん!の放送一覧
クッキンアイドル アイ!マイ!まいん!の放送一覧（クッキンアイドル アイ!マイ!まいん!のほうそういちらん）は、NHK教育テレビジョンで放映されている子供向けの料理・食育番組『クッキンアイドル アイ!マイ!まいん!』の放送を一覧にしたものである。

## 通常週
通常週では、週ごとに主題（テーマ）が決められており、その主題にそった料理を作る展開になる。月〜木曜日はアニメパートと実写パートがシームレスにつながる展開だが、金曜日はおさらい編になり、実写パートの中で、その週のアニメパートを振り返る展開になる。
月～木曜日の放送では実写パートの途中でその日の主な調理法などに合わせた歌をまいんが歌って踊る。また、まれに金曜でも歌う場合がある。下記ではそれも併記する。
2012年度からは、月曜日と火曜日、水曜日と木曜日で話がひとまとまりで続くようになり、月曜日と水曜日は実写パートのあとにアニメパート、火曜日と木曜日はアニメパートのあとに実写パートにつながる展開になっている。月曜日と水曜日のアニメパートの最後には、ミサンガによる「続きはネクスト、またアゲイン。」のコールが入り、話が翌日に続くことを伝えている。月〜木曜日の最後には、その日に作った料理のおさらいをする。また、2012年度からは、過去の曲を視聴者からのリクエストという形式で紹介することも行っている。2012年度では、一部の曲は、コスチュームに合わせて新しい映像として撮り直されている。

### 2009年度
| 回数 | 初回放送日     | 主題           | サブタイトル                                                                                   | 脚本                                                                                           | 絵コンテ                                                                                       | 演出                                                                                           | 作画監督                                                                                       | 挿入歌                                            | 作中番組で作った料理                                        |
| ---- | -------------- | -------------- | ---------------------------------------------------------------------------------------------- | ---------------------------------------------------------------------------------------------- | ---------------------------------------------------------------------------------------------- | ---------------------------------------------------------------------------------------------- | ---------------------------------------------------------------------------------------------- | ------------------------------------------------- | ----------------------------------------------------------- |
| 1    | 2009年 3月30日 | キャベツ       | 誕生!? クッキンアイドル☆                                                                       | 平見瞠                                                                                         | 柳沢テツヤ わたなべひろし                                                                      | 則座誠                                                                                         | 外崎春雄                                                                                       | キッチンはマイステージ （一部）                   | （なし）                                                    |
| 2    | 3月31日        | キャベツ       | ひらめき☆キラメキ☆クッキング                                                                   | 平見瞠                                                                                         | 柳沢テツヤ                                                                                     | 則座誠                                                                                         | 森下省吾                                                                                       | 待ち遠しいの                                      | 春キャベツのパンケーキサンド                                |
| 3    | 4月1日         | キャベツ       | 野菜畑でつかまえて♪                                                                            | 平見瞠                                                                                         | 柳沢テツヤ                                                                                     | 則座誠                                                                                         | 北原広大                                                                                       | ちぎれた夢                                        | 春キャベツのエコサラダ                                      |
| 4    | 4月2日         | キャベツ       | まるっと解決 春キャベツ!                                                                       | 平見瞠                                                                                         | 柳沢テツヤ                                                                                     | 則座誠                                                                                         | 北原広大                                                                                       | 待ち遠しいの                                      | 春キャベツのまるっとグラタン                                |
| 5    | 4月3日         | キャベツ       | （おさらい編）                                                                                 | （おさらい編）                                                                                 | （おさらい編）                                                                                 | （おさらい編）                                                                                 | （おさらい編）                                                                                 | （なし）                                          | （なし）                                                    |
| 6    | 4月13日        | タマゴ         | プンプンほくほくゆで卵♨                                                                        | 上代務                                                                                         | 加藤洋人                                                                                       | まつもとよしひさ                                                                               | 杉本光司                                                                                       | たまごのワルツ                                    | 君は青春ど真ん中                                            |
| 7    | 4月14日        | タマゴ         | きらきらカラフルフライパン♪                                                                    | 上代務                                                                                         | 加藤洋人                                                                                       | まつもとよしひさ                                                                               | 杉本光司                                                                                       | きらめくカラフル                                  | カラフル目玉焼き                                            |
| 8    | 4月15日        | タマゴ         | オムライスは仲直りの味♫                                                                        | 上代務                                                                                         | 鎌倉由実                                                                                       | まつもとよしひさ                                                                               | 山崎輝彦                                                                                       | 彼とフライパン                                    | スマイルオムライス                                          |
| 9    | 4月16日        | タマゴ         | 愛と情熱のオムレツ♥                                                                            | 上代務                                                                                         | 鎌倉由実                                                                                       | まつもとよしひさ                                                                               | 杉本光司                                                                                       | ごちゃまぜ片思い                                  | ケーキオムレツ                                              |
| 10   | 4月17日        | タマゴ         | （おさらい編）                                                                                 | （おさらい編）                                                                                 | （おさらい編）                                                                                 | （おさらい編）                                                                                 | （おさらい編）                                                                                 | （なし）                                          | （なし）                                                    |
| 11   | 4月27日        | スイーツ       | はじめてのファンレター!?                                                                       | ときたひろこ                                                                                   | 小島正士                                                                                       | 内山まな                                                                                       | ウクレレ善似郎                                                                                 | 待ち遠しいの                                      | ぷるぷるフルーツゼリー                                      |
| 12   | 4月28日        | スイーツ       | 思い出プリンは母の味                                                                           | ときたひろこ                                                                                   | 小島正士                                                                                       | 内山まな                                                                                       | 吉田仁                                                                                         | ごちゃまぜ片思い                                  | たまごプリン                                                |
| 13   | 4月29日        | スイーツ       | にんじんは恋の秘訣!?                                                                           | ときたひろこ                                                                                   | 小島正士                                                                                       | 内山まな                                                                                       | 服部憲知                                                                                       | 待ち遠しいの                                      | キャロットケーキ                                            |
| 14   | 4月30日        | スイーツ       | 帰ってきたパパおさむ☆                                                                          | ときたひろこ                                                                                   | 小島正士                                                                                       | 内山まな                                                                                       | 川内智子                                                                                       | きらめくカラフル                                  | カラフルフルーツ白玉                                        |
| 15   | 5月1日         | スイーツ       | （おさらい編）                                                                                 | （おさらい編）                                                                                 | （おさらい編）                                                                                 | （おさらい編）                                                                                 | （おさらい編）                                                                                 | （なし）                                          | （なし）                                                    |
| 16   | 5月11日        | 米             | 愛情くるっと♪キャンディおにぎり♡                                                               | 平見瞠                                                                                         | 福田道生                                                                                       | 吉田俊司                                                                                       | 森本浩文                                                                                       | 待ち遠しいの                                      | キャンディーおにぎり                                        |
| 17   | 5月12日        | 米             | 甘くてからい仲直り!?                                                                           | 平見瞠                                                                                         | 福田道生                                                                                       | 吉田俊司                                                                                       | 森本浩文                                                                                       | きらめくカラフル                                  | カップケーキごはん                                          |
| 18   | 5月13日        | 米             | 幸せ包むハッピーフラワー♡                                                                      | 平見瞠                                                                                         | 福田道生                                                                                       | 吉田俊司                                                                                       | 北原広大                                                                                       | ごちゃまぜ片思い                                  | お花サラダおいなり                                          |
| 19   | 5月14日        | 米             | お野菜! グラタン! ぼくイケメン!                                                                | 平見瞠                                                                                         | 福田道生                                                                                       | 吉田俊司                                                                                       | 亀谷響子                                                                                       | 待ち遠しいの                                      | トマトカップごはん                                          |
| 20   | 5月15日        | 米             | （おさらい編）                                                                                 | （おさらい編）                                                                                 | （おさらい編）                                                                                 | （おさらい編）                                                                                 | （おさらい編）                                                                                 | （なし）                                          | （なし）                                                    |
| 21   | 6月29日        | 夏野菜         | 包丁トントン☆お料理トコトン                                                                    | 加藤陽一                                                                                       | 斉藤哲人                                                                                       | 神保昌登                                                                                       | 笠原彰                                                                                         | 虹のむこうへ                                      | ミニミニピザ                                                |
| 22   | 6月30日        | 夏野菜         | サイン勝負はサラダ味✦                                                                          | 加藤陽一                                                                                       | 斉藤哲人                                                                                       | 神保昌登                                                                                       | 笠原彰                                                                                         | ダンスはホットに                                  | リボンマカロニサラダ                                        |
| 23   | 7月1日         | 夏野菜         | 冷やしてあったかパンプキン♥                                                                    | 加藤陽一                                                                                       | 斉藤哲人                                                                                       | 神保昌登                                                                                       | 森下昇吾                                                                                       | ごちゃまぜ片思い                                  | カボチャの冷たいスープ                                      |
| 24   | 7月2日         | 夏野菜         | 残りものには華がある!?                                                                         | 加藤陽一                                                                                       | 小島正士                                                                                       | 神保昌登                                                                                       | 森下昇吾                                                                                       | 虹のむこうへ                                      | 夏野菜たっぷり煮込み                                        |
| 25   | 7月3日         | 夏野菜         | （おさらい編）                                                                                 | （おさらい編）                                                                                 | （おさらい編）                                                                                 | （おさらい編）                                                                                 | （おさらい編）                                                                                 | （なし）                                          | （なし）                                                    |
| 26   | 7月13日        | 肉             | 肉じゃがママミーア♪                                                                            | 上代務                                                                                         | 加藤洋人                                                                                       | 筑紫大介                                                                                       | 飯田孝行                                                                                       | さあ炒めよう                                      | イタリアン肉じゃが                                          |
| 27   | 7月14日        | 肉             | ミッションIN焼肉大作戦!                                                                        | 上代務                                                                                         | 加藤洋人                                                                                       | 筑紫大介                                                                                       | 工藤裕加                                                                                       | 彼とフライパン                                    | 焼肉バーガー                                                |
| 28   | 7月15日        | 肉             | まぼろしのぼうぼう鳥を探せ!                                                                    | 上代務                                                                                         | 加藤洋人                                                                                       | 加藤洋人                                                                                       | 加藤洋人                                                                                       | ごちゃまぜ片思い                                  | 棒々鶏ごはん                                                |
| 29   | 7月16日        | 肉             | 三星カレーで村おこし☆☆☆                                                                        | 上代務                                                                                         | 加藤洋人                                                                                       | 加藤洋人                                                                                       | 加藤洋人                                                                                       | さあ炒めよう 煮込んでスマイル                     | 花火カレー                                                  |
| 30   | 7月17日        | 肉             | （おさらい編）                                                                                 | （おさらい編）                                                                                 | （おさらい編）                                                                                 | （おさらい編）                                                                                 | （おさらい編）                                                                                 | （なし）                                          | からあ～げソルトスペシャル                                  |
| 31   | 8月31日        | パスタ         | そんなパスタがアルデンテ?                                                                      | 平見瞠                                                                                         | 柳沢テツヤ                                                                                     | 加藤敏幸                                                                                       | 北原広大                                                                                       | 彼とフライパン                                    | フレッシュトマトのナポリタン                                |
| 32   | 9月1日         | パスタ         | 三ツ星パスタは父の味☆☆☆                                                                        | 平見瞠                                                                                         | 柳沢テツヤ                                                                                     | 加藤敏幸                                                                                       | 吉田仁                                                                                         | ダンスはホットに                                  | フレッシュコーンのクリームパスタ                            |
| 33   | 9月2日         | パスタ         | はばたけ!夢のステージへ                                                                        | 平見瞠                                                                                         | 柳沢テツヤ                                                                                     | 加藤敏幸                                                                                       | 北原広大                                                                                       | いろいろ大好き                                    | リボンパスタチョコ                                          |
| 34   | 9月3日         | パスタ         | キッチリ世直し✦お料理教室                                                                      | 平見瞠                                                                                         | 柳沢テツヤ                                                                                     | 加藤敏幸                                                                                       | 坂本千代子                                                                                     | パリパリパリジェンヌ                              | パリパリチーズのパスタスナック                              |
| 35   | 9月4日         | パスタ         | （おさらい編）                                                                                 | （おさらい編）                                                                                 | （おさらい編）                                                                                 | （おさらい編）                                                                                 | （おさらい編）                                                                                 | （なし）                                          | （ポップコーン）                                            |
| 36   | 9月14日        | お弁当         | 夢をかなえて☆月に願いを                                                                        | 加藤陽一 平見瞠                                                                                | 川口敬一郎                                                                                     | 吉田俊司                                                                                       | 森本浩文                                                                                       | ごちゃまぜ片思い                                  | クロワッサンフルーツサンド                                  |
| 37   | 9月15日        | お弁当         | 復活!?レインボーガール!                                                                        | 加藤陽一 高橋ナツコ                                                                            | 川口敬一郎                                                                                     | 吉田俊司                                                                                       | 森本浩文                                                                                       | 夢見るスタイル                                    | くるくるのり巻きサンド                                      |
| 38   | 9月16日        | お弁当         | ライバル出現!!ミサンガこまピンチ!                                                              | 加藤陽一 高橋ナツコ                                                                            | 福田道生                                                                                       | 吉田俊司                                                                                       | 森本浩文                                                                                       | 夢見るスタイル                                    | コロコロ肉巻き                                              |
| 39   | 9月17日        | お弁当         | 愛は弁当箱にのって♡                                                                            | 加藤陽一 平見瞠                                                                                | 福田道生                                                                                       | 吉田俊司                                                                                       | 森本浩文                                                                                       | 煮込んでスマイル                                  | さつまいものはちみつレモン煮                                |
| 40   | 9月18日        | お弁当         | （おさらい編+「キャラクター大集合 とどけ!みんなの元気パワー」告知、 「クッキンフレンズ」なし） | （おさらい編+「キャラクター大集合 とどけ!みんなの元気パワー」告知、 「クッキンフレンズ」なし） | （おさらい編+「キャラクター大集合 とどけ!みんなの元気パワー」告知、 「クッキンフレンズ」なし） | （おさらい編+「キャラクター大集合 とどけ!みんなの元気パワー」告知、 「クッキンフレンズ」なし） | （おさらい編+「キャラクター大集合 とどけ!みんなの元気パワー」告知、 「クッキンフレンズ」なし） | 青い空の下で                                      | ラブリー弁当                                                |
| 40   | 9月25日        | お弁当         | （おさらい編、「クッキンフレンズ」あり）                                                       | （おさらい編、「クッキンフレンズ」あり）                                                       | （おさらい編、「クッキンフレンズ」あり）                                                       | （おさらい編、「クッキンフレンズ」あり）                                                       | （おさらい編、「クッキンフレンズ」あり）                                                       | 青い空の下で                                      | ラブリー弁当                                                |
| 41   | 9月28日        | スイーツ2      | まるっと到来◎恋のチャンス!?                                                                    | 高橋ナツコ                                                                                     | 斉藤哲人                                                                                       | 神保昌登                                                                                       | 亀谷響子                                                                                       | おイモ音頭                                        | まんまるスイートポテト                                      |
| 42   | 9月29日        | スイーツ2      | さよなら まいん!?                                                                              | 高橋ナツコ                                                                                     | 斉藤哲人                                                                                       | 神保昌登                                                                                       | 秋山由樹子                                                                                     | おイモ音頭                                        | さつまいものモンブラン                                      |
| 43   | 9月30日        | スイーツ2      | 咲かせてみせます✦恋の花                                                                        | 高橋ナツコ                                                                                     | 斉藤哲人                                                                                       | 神保昌登                                                                                       | 工藤裕加                                                                                       | 待ち遠しいの                                      | ぶどうのクリームチーズタルト                                |
| 44   | 10月1日        | スイーツ2      | りんごケーキはセレブの香り?                                                                    | 高橋ナツコ                                                                                     | 斉藤哲人                                                                                       | 神保昌登                                                                                       | 早川加寿子                                                                                     | マジカルオーブン                                  | りんごのふっくらケーキ                                      |
| 45   | 10月2日        | スイーツ2      | （おさらい編）                                                                                 | （おさらい編）                                                                                 | （おさらい編）                                                                                 | （おさらい編）                                                                                 | （おさらい編）                                                                                 | キッチンはマイステージ スペシャルダンスバージョン | （なし）                                                    |
| 46   | 10月26日       | パーティー     | おじいちゃんのハピハピバースデイ♪                                                              | 上代務                                                                                         | 小島正士                                                                                       | 内山まな                                                                                       | 石川洋一                                                                                       | ときめきデコレーション                            | デコレーションクッキー                                      |
| 47   | 10月27日       | パーティー     | 北国直送!!きなこちゃん                                                                         | 上代務                                                                                         | 小島正士                                                                                       | 内山まな                                                                                       | ウクレレ善似郎                                                                                 | 彼とフライパン                                    | お好みクレープ                                              |
| 48   | 10月28日       | パーティー     | ドキドキ!パジャマパーティー                                                                    | 上代務                                                                                         | 小島正士                                                                                       | 内山まな                                                                                       | 森下昇吾                                                                                       | さあ炒めよう                                      | かぼちゃのクラムチャウダー                                  |
| 49   | 10月29日       | パーティー     | 魂込めて 演歌のパエリア                                                                        | 上代務                                                                                         | 小島正士                                                                                       | 内山まな                                                                                       | 笠原彰                                                                                         | ダンスはホットに                                  | フライパンパエリア                                          |
| 50   | 10月30日       | パーティー     | （おさらい編）                                                                                 | （おさらい編）                                                                                 | （おさらい編）                                                                                 | （おさらい編）                                                                                 | （おさらい編）                                                                                 | （なし）                                          | （なし）                                                    |
| 51   | 11月30日       | 麺             | 暴走!?クイズDEクッキング                                                                       | 上代務                                                                                         | 柳沢テツヤ                                                                                     | 筑紫大介                                                                                       | 北原広大                                                                                       | ウキウキゆでルンバ                                | お好み風焼きうどん                                          |
| 52   | 12月1日        | 麺             | ツルッとさわやか!イケメンサラダ                                                                | 上代務                                                                                         | 柳沢テツヤ                                                                                     | 筑紫大介                                                                                       | 吉田仁                                                                                         | ニイハオメン                                      | ラーメンサラダ                                              |
| 53   | 12月2日        | 麺             | マタキタキナコ ステキなコ                                                                      | 上代務                                                                                         | 柳沢テツヤ                                                                                     | 筑紫大介                                                                                       | 飯田隆行                                                                                       | さあ炒めよう                                      | トッピングジャージャー麺                                    |
| 54   | 12月3日        | 麺             | 燃えろ!町内野球大会                                                                            | 上代務                                                                                         | 柳沢テツヤ                                                                                     | 筑紫大介                                                                                       | 笠原彰                                                                                         | ウキウキゆでルンバ                                | 焼きカレーうどん                                            |
| 55   | 12月4日        | 麺             | （おさらい編）                                                                                 | （おさらい編）                                                                                 | （おさらい編）                                                                                 | （おさらい編）                                                                                 | （おさらい編）                                                                                 | （なし）                                          | （なし）                                                    |
| 56   | 12月14日       | クリスマス料理 | ひゃーん?クリスマス禁止令                                                                      | 高橋ナツコ                                                                                     | わたなべひろし                                                                                 | わたなべひろし                                                                                 | 岡真里子 辻美也子                                                                              | グルグルミックス                                  | ブッシュドノエル                                            |
| 57   | 12月15日       | クリスマス料理 | 愛のあみあみ大作戦♥                                                                            | 高橋ナツコ                                                                                     | わたなべひろし                                                                                 | わたなべひろし                                                                                 | 竹谷徹平                                                                                       | まいんのハッピークリスマス                        | クリスマスサンド                                            |
| 58   | 12月16日       | クリスマス料理 | ようこそ♪僕らのクリスマス♪                                                                     | 高橋ナツコ                                                                                     | 加藤洋人                                                                                       | 吉田俊司                                                                                       | 北原広大                                                                                       | ダンスはホットに                                  | ブロッコリーツリーサラダ                                    |
| 59   | 12月17日       | クリスマス料理 | キソウテンガイ?商店街☆                                                                         | 高橋ナツコ                                                                                     | 加藤洋人                                                                                       | 吉田俊司                                                                                       | 外崎春雄                                                                                       | さあ炒めよう                                      | チキンソテーフレッシュトマトソース                          |
| 60   | 12月18日       | クリスマス料理 | （おさらい編）                                                                                 | （おさらい編）                                                                                 | （おさらい編）                                                                                 | （おさらい編）                                                                                 | （おさらい編）                                                                                 | まいんのハッピークリスマス                        | フルーツのキラキラサイダーゼリー パイナップルミルクサイダー |
| 61   | 2010年 1月11日 | あたたまる料理 | 海山田先生のお年玉                                                                             | 平見瞠                                                                                         | 小島正士                                                                                       | 高村雄太                                                                                       | 桂木杏                                                                                         | クッキンマーチ                                    | おもち入りコンソメスープ                                    |
| 62   | 1月12日        | あたたまる料理 | 北の小町にぬくもりを☆                                                                          | 平見瞠                                                                                         | 小島正士                                                                                       | 高村雄太                                                                                       | 桂木杏                                                                                         | クッキンマーチ                                    | あったかシチュー                                            |
| 63   | 1月13日        | あたたまる料理 | ミネストローネ・イン・ザ・ダーク✦                                                              | 平見瞠                                                                                         | 小島正士                                                                                       | 高村雄太                                                                                       | 胡陽樹                                                                                         | 虹のむこうへ                                      | ミネストローネ                                              |
| 64   | 1月14日        | あたたまる料理 | ナゾの怪物!?ビッグフット現る!                                                                  | 平見瞠                                                                                         | 小島正士                                                                                       | 高村雄太                                                                                       | 胡陽樹                                                                                         | 情熱のマルメサンバ                                | チキンの親子スープ                                          |
| 65   | 1月15日        | あたたまる料理 | （おさらい編）                                                                                 | （おさらい編）                                                                                 | （おさらい編）                                                                                 | （おさらい編）                                                                                 | （おさらい編）                                                                                 | （なし）                                          | （なし）                                                    |
| 66   | 2月1日         | スイーツ3      | 金メダルでなんじゃこりゃ!?                                                                     | 上代務                                                                                         | 斉藤哲人                                                                                       | 渡辺正彦                                                                                       | 空流辺広子                                                                                     | チョコレートチア                                  | メダルチョコ                                                |
| 67   | 2月2日         | スイーツ3      | 北風小町のバレンタイン♥                                                                        | 上代務                                                                                         | 斉藤哲人                                                                                       | 渡辺正彦                                                                                       | 空流辺広子                                                                                     | チョコレートチア                                  | マシュマロチョコ                                            |
| 68   | 2月3日         | スイーツ3      | 甘くて酸っぱいフルーツ修行                                                                     | 上代務                                                                                         | 斉藤哲人                                                                                       | 渡辺正彦                                                                                       | 南伸一郎                                                                                       | まいんのフルーツシンフォニー                      | カラフルフルーツチョコ                                      |
| 69   | 2月4日         | スイーツ3      | 危うしミサンガ!?こまピンチ!                                                                    | 上代務                                                                                         | 斉藤哲人                                                                                       | 渡辺正彦                                                                                       | 南伸一郎                                                                                       | グルグルミックス                                  | バナナチョコパウンドケーキ                                  |
| 70   | 2月5日         | スイーツ3      | （おさらい編）                                                                                 | （おさらい編）                                                                                 | （おさらい編）                                                                                 | （おさらい編）                                                                                 | （おさらい編）                                                                                 | （なし）                                          | （なし）                                                    |
| 71   | 3月8日         | パン           | ライバルは姫系アイドル?                                                                        | 高橋ナツコ                                                                                     | 柳沢テツヤ                                                                                     | 高村雄太                                                                                       | 稲田真樹                                                                                       | クルッとツツムくん                                | ラップサンド                                                |
| 72   | 3月9日         | パン           | 進め!スタァへの道!                                                                             | 上代務                                                                                         | 柳沢テツヤ                                                                                     | 高村雄太                                                                                       | 稲田真樹                                                                                       | 彼とフライパン                                    | フレンチトースト                                            |
| 73   | 3月10日        | パン           | ワクワク☆バースデイツアー                                                                      | 平見瞠                                                                                         | 柳沢テツヤ                                                                                     | 高村雄太                                                                                       | 北原広大                                                                                       | マジカルオーブン                                  | パンの耳ラスク                                              |
| 74   | 3月11日        | パン           | さよなら ミサンガ!?                                                                            | 平見瞠                                                                                         | 柳沢テツヤ                                                                                     | 高村雄太                                                                                       | 北原広大                                                                                       | こんがりマイドリーム                              | パンケースの野菜グラタン                                    |
| 75   | 3月12日        | パン           | （おさらい編）                                                                                 | （おさらい編）                                                                                 | （おさらい編）                                                                                 | （おさらい編）                                                                                 | （おさらい編）                                                                                 | （なし）                                          | （なし）                                                    |

### 2010年度
| 回数 | 初回放送日     | 主題           | サブタイトル                     | 脚本             | 絵コンテ       | 演出           | 作画監督       | 挿入歌                                     | 作中番組で作った料理                      |
| ---- | -------------- | -------------- | -------------------------------- | ---------------- | -------------- | -------------- | -------------- | ------------------------------------------ | ----------------------------------------- |
| 76   | 2010年 3月29日 | いちご         | いちご天使より愛をこめて♡        | 平見瞠           | わたなべひろし | 吉田俊司       | 石川洋一       | ミラクルを待ってる                         | いちごのミニロールケーキ                  |
| 77   | 3月30日        | いちご         | いちご どこの子どちらの子        | 平見瞠           | 高柳哲司       | 吉田俊司       | 石川洋一       | ウキウキゆでルンバ                         | いちごのパスタサラダ                      |
| 78   | 3月31日        | いちご         | 初恋フワフワかくれんぼ           | 平見瞠           | 高柳哲司       | 吉田俊司       | 石川洋一       | ミラクルを待ってる                         | いちごのマシュマロミルクプリン            |
| 79   | 4月1日         | いちご         | ハッピー☆いちご記念日            | 平見瞠           | わたなべひろし | 吉田俊司       | 石川洋一       | 煮込んでスマイル                           | 手作りいちごジャム いちごパフェ           |
| 80   | 4月2日         | いちご         | （おさらい編）                   | （おさらい編）   | （おさらい編） | （おさらい編） | （おさらい編） | （なし）                                   | （なし）                                  |
| 81   | 4月12日        | こねこね料理   | こまピンチ!消えた百科辞典        | 上代務           | 柳沢テツヤ     | 吉本毅         | 北原広大       | あの丘の向こうまで                         | 手作り生地のクリスピーピザ                |
| 82   | 4月13日        | こねこね料理   | リベンジにんじん大作戦☆          | 上代務           | 柳沢テツヤ     | 吉本毅         | 田村良夫       | こねこねネコだゾウ                         | カリカリ野菜スティック                    |
| 83   | 4月14日        | こねこね料理   | 発掘♪おいしいお宝探し!           | 上代務           | 柳沢テツヤ     | 吉本毅         | 森下昇吾       | 情熱のマルメサンバ                         | じゃがいものもちもちだんご                |
| 84   | 4月15日        | こねこね料理   | 満開!お花のハンバーグ♪           | 上代務           | 柳沢テツヤ     | 吉本毅         | 北原広大       | こねこねネコだゾウ                         | お花ハンバーグ                            |
| 85   | 4月16日        | こねこね料理   | （おさらい編）                   | （おさらい編）   | （おさらい編） | （おさらい編） | （おさらい編） | （なし）                                   | （なし）                                  |
| 86   | 4月26日        | お弁当         | ひらめき消えてキラメキピンチ!    | 福田裕子         | 大関雅幸       | 大関雅幸       | 星野尾高広     | そぼろポロポロ                             | カラフル4色ごはん                         |
| 87   | 4月27日        | お弁当         | 暴けトリック!迷探偵とくまる      | 福田裕子         | 大関雅幸       | 大関雅幸       | 星野尾高広     | さあ炒めよう                               | キラキラ星のオムそば弁当                  |
| 88   | 4月28日        | お弁当         | さよなら大林プロデューサー!?     | 福田裕子         | 大関雅幸       | 大関雅幸       | 森本浩文       | こんがりマイドリーム                       | くるくる野菜ロール                        |
| 89   | 4月29日        | お弁当         | ハナコ大変モ～大変!              | 福田裕子         | 大関雅幸       | 大関雅幸       | 森本浩文       | しあわせの黄色いたまごやき                 | ラブリー玉子焼き かぼちゃのくるりんサラダ |
| 90   | 4月30日        | お弁当         | （おさらい編）                   | （おさらい編）   | （おさらい編） | （おさらい編） | （おさらい編） | 青い空の下で                               | 春色炊き込みごはん まいんのカラフル弁当   |
| 91   | 5月10日        | スイーツ       | それゆけ雨の日応援隊!            | 高橋ナツコ       | 高柳哲司       | 吉田俊司       | 亀谷響子       | 情熱のマルメサンバ                         | コロコロたまごボーロ                      |
| 92   | 5月11日        | スイーツ       | 大根の花は恋の花!?               | 高橋ナツコ       | 高柳哲司       | 吉田俊司       | 亀谷響子       | すりすりスリル                             | ラブリー☆野菜グミ                         |
| 93   | 5月12日        | スイーツ       | ライバル登場!キッチンクイーン    | 高橋ナツコ       | 高柳哲司       | 吉田俊司       | 村上真紀       | グルグルミックス                           | ベリーベリーレアチーズケーキ              |
| 94   | 5月13日        | スイーツ       | イタリアンにナニタリン?          | 高橋ナツコ       | 高柳哲司       | 吉田俊司       | 矢向宏志       | ときめきデコレーション                     | キラキラべっこうアメ                      |
| 95   | 5月14日        | スイーツ       | （おさらい編）                   | （おさらい編）   | （おさらい編） | （おさらい編） | （おさらい編） | （なし）                                   | （なし）                                  |
| 96   | 6月28日        | 蒸し料理       | 誕生!?ゴージャスまいん           | 福田裕子         | 高柳哲司       | 吉本毅         | 石川洋一       | 魔法のフワフワ                             | たまごのくるりん蒸し                      |
| 97   | 6月29日        | 蒸し料理       | 華麗なる大逆転                   | 福田裕子         | 高柳哲司       | 吉本毅         | 石川洋一       | こねこねネコだゾウ                         | カラフルフライパン蒸ししゅうまい          |
| 98   | 6月30日        | 蒸し料理       | レイアの休日                     | 福田裕子         | 高柳哲司       | 吉本毅         | 高橋賢         | マイハート・ギュッ!                        | まるっとたまねぎレンジ蒸し                |
| 99   | 7月1日         | 蒸し料理       | 対決!アイドルVSクイーン          | 福田裕子         | 高柳哲司       | 吉本毅         | 北原広大       | 魔法のフワフワ                             | チョコレート蒸しプリン                    |
| 100  | 7月2日         | 蒸し料理       | （おさらい編）                   | （おさらい編）   | （おさらい編） | （おさらい編） | （おさらい編） | 魔法のフワフワ                             | 汽鍋鶏                                    |
| 101  | 7月12日        | 麺             | 夏合宿はチョ～ハード!?           | 上代務           | 柳沢テツヤ     | 柳沢テツヤ     | 柳沢テツヤ     | キュキュッと音頭                           | たらこのり巻きそうめん                    |
| 102  | 7月13日        | 麺             | 妖精さんと蛍の川                 | 上代務           | 柳沢テツヤ     | 柳沢テツヤ     | 柳沢テツヤ     | さあ炒めよう                               | サラダカップシーフード焼きそば            |
| 103  | 7月14日        | 麺             | スパスパスーパーホットなサマー♪  | 上代務           | 柳沢テツヤ     | 大関雅幸       | 稲田真樹       | クッキンマーチ                             | ひえひえ!スープパスタ                     |
| 104  | 7月15日        | 麺             | 誕生!?カラフルデュエット!        | 上代務           | 柳沢テツヤ     | 大関雅幸       | 稲田真樹       | キュキュッと音頭                           | カラフル☆まぜまぜそば                     |
| 105  | 7月16日        | 麺             | （おさらい編）                   | （おさらい編）   | （おさらい編） | （おさらい編） | （おさらい編） | （なし）                                   | （なし）                                  |
| 106  | 8月30日        | スイーツ2      | ハッピーレシピ大作戦♡            | 福田裕子         | わたなべひろし | 吉田俊司       | 北原広大       | スイーツプリンセス                         | パンカップのフルーツカスタードタルト      |
| 107  | 8月31日        | スイーツ2      | ちびっこ妖精やってきた!          | 高橋ナツコ       | 高柳哲司       | 吉田俊司       | 亀谷響子       | あっぱれ節                                 | 変身!メロンパン                           |
| 108  | 9月1日         | スイーツ2      | ゆまとわがままクリケット☆        | 高橋ナツコ       | 高柳哲司       | 吉田俊司       | 亀谷響子       | ミラクルを待っている                       | なすのコンポート                          |
| 109  | 9月2日         | スイーツ2      | 約束のミルクレープ♪              | 高橋ナツコ       | 高柳哲司       | 吉田俊司       | 小川エリ       | スイーツプリンセス                         | フルーツミルクレープ                      |
| 110  | 9月3日         | スイーツ2      | （おさらい編）                   | （おさらい編）   | （おさらい編） | （おさらい編） | （おさらい編） | （なし）                                   | ラブリー☆クリームホットサンド             |
| 111  | 9月13日        | 秋             | はじめてのおつかい               | 上代務           | 桑原智         | 吉本毅         | 稲田真樹       | マイハート・ギュッ!                        | おさつサラダケーキ                        |
| 112  | 9月21日        | 秋             | きなこどこどこ やまのなか        | 上代務           | 桑原智         | 吉本毅         | 稲田真樹       | さあ炒めよう                               | きのことえびのマヨたまマカロニグラタン    |
| 113  | 9月15日        | 秋             | ひき「シャケ」られた二人!?       | 上代務           | 桑原智         | 吉本毅         | 稲田真樹       | かさねてファンタジー                       | 秋鮭のミルフィーユ仕立て                  |
| 114  | 9月16日        | 秋             | ねばれ!町内すもう大会            | 上代務           | 桑原智         | 吉本毅         | 稲田真樹       | 彼とフライパン                             | ダブルとろろエッグバーガー                |
| 115  | 9月17日        | 秋             | （おさらい編）                   | （おさらい編）   | （おさらい編） | （おさらい編） | （おさらい編） | （なし）                                   | （なし）                                  |
| 116  | 9月27日        | 米             | おばあちゃんの宝もの             | ふでやすかずゆき | 木村隆一       | 木村隆一       | 亀谷響子       | 彼とフライパン                             | 親子あんかけごはん                        |
| 117  | 9月28日        | 米             | お江戸に参上!?まいんでござる!    | 福田裕子         | 木村隆一       | 木村隆一       | 高橋賢         | 青空にジュワッ!                            | コロコロライスコロッケ                    |
| 118  | 9月29日        | 米             | くんくん!きなこの大一番☆         | 福田裕子         | 木村隆一       | 木村隆一       | 森下昇吾       | こんがりマイドリーム                       | とろとろコーンクリームドリア              |
| 119  | 9月30日        | 米             | お米とりどり色とりどり           | 上代務           | 木村隆一       | 木村隆一       | 亀谷響子       | カラフルイリュージョン                     | カラフルケーキごはん                      |
| 120  | 10月1日        | 米             | （おさらい編）                   | （おさらい編）   | （おさらい編） | （おさらい編） | （おさらい編） | （なし）                                   | （なし）                                  |
| 121  | 10月18日       | イベント       | まいん♡愛の芸術劇場              | 福田裕子         | 柳沢テツヤ     | 吉田俊司       | 内野明雄       | ときめきクルン!                            | くるくるキャベロールサラダ                |
| 122  | 10月19日       | イベント       | 妖精の国でハロウィンパーティー!? | 高橋ナツコ       | わたなべひろし | 吉田俊司       | 北原広大       | ミラクルを待っている                       | パンプキンパイ                            |
| 123  | 10月20日       | イベント       | 不思議の国のまいん               | 高橋ナツコ       | わたなべひろし | 吉田俊司       | 北原広大       | グルグルパーティー                         | マッシュポテト                            |
| 124  | 10月21日       | イベント       | 劇でゲキトツ☆ママカンゲキ!       | 福田裕子         | 柳沢テツヤ     | 吉田俊司       | 島村秀一       | こねこねネコだゾウ                         | ケーキバーグ                              |
| 125  | 10月22日       | イベント       | （おさらい編）                   | （おさらい編）   | （おさらい編） | （おさらい編） | （おさらい編） | （なし）                                   | おかしの家                                |
| 126  | 11月29日       | 全国の料理     | 北のかもめの恋物語               | 上代務           | 柳沢テツヤ     | 吉本毅         | 稲田真樹       | ふっくらクラクラ                           | ちゃんちゃん焼き風たきこみごはんプレート  |
| 127  | 11月30日       | 全国の料理     | 決戦!たこ焼き☆大阪の陣           | 上代務           | 柳沢テツヤ     | 吉本毅         | 稲田真樹       | ハッピーを信じてる                         | ライスたこ焼き                            |
| 128  | 12月1日        | 全国の料理     | さよなら 愛媛恋みかん            | 上代務           | 高柳哲司       | 吉本毅         | 稲田真樹       | 魔法のフワフワ                             | ケーキみかん蒸しパン                      |
| 129  | 12月2日        | 全国の料理     | ゴールは長崎♪ハッピーレシピ      | 上代務           | 高柳哲司       | 吉本毅         | 稲田真樹       | 彼とフライパン                             | まいん風!長崎パスタ                       |
| 130  | 12月3日        | 全国の料理     | （おさらい編）                   | （おさらい編）   | （おさらい編） | （おさらい編） | （おさらい編） | ミラクル☆メロディハーモニー エレポップver. | （なし）                                  |
| 131  | 12月13日       | クリスマス     | レイアのハッピークリスマス       | 福田裕子         | 高柳哲司       | 又野弘道       | 高橋賢         | ときめきデコレーション                     | クリスマスキャンドルケーキ                |
| 132  | 12月14日       | クリスマス     | クリスマスの奇跡クリー?          | 高橋ナツコ       | 細川ヒデキ     | 又野弘道       | 高橋賢         | まいんのハッピークリスマス                 | クリスマスツリーサラダ                    |
| 133  | 12月15日       | クリスマス     | メリーホワイトクリスマス         | 高橋ナツコ       | 細川ヒデキ     | 又野弘道       | 坂本龍典       | ホンワカあったかクリスマス                 | カリフラワーのスノーホワイトスープ        |
| 134  | 12月16日       | クリスマス     | 妖精たちのクリスマスパーティー   | 上代務           | 高柳哲司       | 又野弘道       | 野崎麗子       | ミラクルを待っている                       | クリスマスのピザ風チキン                  |
| 135  | 12月17日       | クリスマス     | （おさらい編）                   | （おさらい編）   | （おさらい編） | （おさらい編） | （おさらい編） | （なし）                                   | アイスレモネード                          |
| 136  | 2011年 1月10日 | あたたまる料理 | 新春かくし芸大会!?               | 上代務           | 高柳哲司       | 桜井操         | 池平千里       | ミラクルを待っている                       | ほかほかたまごがゆ                        |
| 137  | 1月11日        | あたたまる料理 | パンチで料理だケロン!            | 福田裕子         | 高柳哲司       | 桜井操         | 桂木杏         | 彼とフライパン                             | イタリアンマーボー豆腐プレート            |
| 138  | 1月12日        | あたたまる料理 | とくまる おねだりバースデー      | 福田裕子         | 高柳哲司       | 桜井操         | 金順淵         | うれしいサプライズ                         | お楽しみ☆きんちゃく鍋                     |
| 139  | 1月13日        | あたたまる料理 | これが最後のテストだクリ!        | 上代務           | 高柳哲司       | 桜井操         | 坂本龍典       | 夢みるパラダイス                           | まいん風!ワンタンスープ                   |
| 140  | 1月14日        | あたたまる料理 | （おさらい編）                   | （おさらい編）   | （おさらい編） | （おさらい編） | （おさらい編） | （なし）                                   | （なし）                                  |
| 141  | 1月31日        | スイーツ3      | 頑張れ!小っちゃなお姉ちゃん      | 高橋ナツコ       | 柳沢テツヤ     | 高村雄太       | 稲田真樹       | チョコレートチア                           | ホット☆チョコ                             |
| 142  | 2月1日         | スイーツ3      | 妖精スワローいざ参る!            | 高橋ナツコ       | 柳沢テツヤ     | 高村雄太       | 稲田真樹       | ときめきデコレーション                     | ハートのラブリーケーキ                    |
| 143  | 2月2日         | スイーツ3      | こまピンチ!捕らわれのミサンガ    | 上代務           | 柳沢テツヤ     | 高村雄太       | 平川亜喜雄     | とどけ!スマイル!!                          | お絵かきクリームどら焼き                  |
| 144  | 2月3日         | スイーツ3      | ミサンガ救出大作戦☆              | 上代務           | 柳沢テツヤ     | 高村雄太       | 桂木杏         | エンジェルの魔法                           | スノーボール                              |
| 145  | 2月4日         | スイーツ3      | （おさらい編）                   | （おさらい編）   | （おさらい編） | （おさらい編） | （おさらい編） | ミラクル☆メロディハーモニー エレポップver. | （なし）                                  |
| 146  | 3月7日         | 仲間と作る料理 | まいんピンチ!料理島の決闘!       | 上代務           | 高柳哲司       | 高村雄太       | 亀谷響子       | ときめきクルン!                            | お花のり巻き                              |
| 147  | 3月8日         | 仲間と作る料理 | 真のクッキンアイドルは誰だ!?     | 福田裕子         | 高柳哲司       | 高村雄太       | 亀谷響子       | 彼とフライパン                             | お花ハッシュドポテト                      |
| 148  | 3月9日         | 仲間と作る料理 | 小さな強敵現る!                  | 高橋ナツコ       | わたなべひろし | わたなべひろし | 北原広大       | グルグルミックス                           | お花キッシュ                              |
| 149  | 3月10日        | 仲間と作る料理 | ありがとう ミサンガ              | 平見瞠           | わたなべひろし | わたなべひろし | 北原広大       | キャベツはさみムシ                         | 春キャベツのまるっと蒸し                  |
| 150  | 3月18日        | 仲間と作る料理 | （おさらい編）                   | （おさらい編）   | （おさらい編） | （おさらい編） | （おさらい編） | （なし）                                   | （なし）                                  |

### 2011年度
| 回数 | 初回放送日     | 主題       | サブタイトル                        | 脚本           | 絵コンテ       | 演出           | 作画監督       | 挿入歌                                       | 作中番組で作った料理 はじめてクッキン!テーマ    |
| ---- | -------------- | ---------- | ----------------------------------- | -------------- | -------------- | -------------- | -------------- | -------------------------------------------- | ----------------------------------------------- |
| 151  | 2011年 3月28日 | 再出発     | 解散?スリースター                   | 高橋ナツコ     | わたなべひろし | 土屋浩幸       | 北原広大       | スマイルキッチン                             | ハートのホワイトホットケーキ                    |
| 152  | 3月29日        | 再出発     | さよなら…オムライスの誓い           | 高橋ナツコ     | 高柳哲司       | 土屋浩幸       | 亀谷響子       | スマイルキッチン                             | まいんのとろけるオムライス                      |
| 153  | 3月30日        | 再出発     | 守れ!僕らのスリースター☆☆☆          | 高橋ナツコ     | 高柳哲司       | 土屋浩幸       | 亀谷響子       | ミラクルを待っている                         | スリースターズクッキー                          |
| 154  | 3月31日        | 再出発     | こんにちは!ちっちゃなアイドル♡      | 高橋ナツコ     | わたなべひろし | 土屋浩幸       | 北原広大       | レッツクッキン!                              | カラフル白玉フルーツポンチ                      |
| 155  | 4月1日         | 再出発     | （おさらい編）                      | （おさらい編） | （おさらい編） | （おさらい編） | （おさらい編） | レッツクッキン!                              | たまごのからわり                                |
| 156  | 4月11日        | 春野菜     | シッパイなんて心配ナイデレラ!?      | 福田裕子       | 柳沢テツヤ     | 平田豊         | 稲田真樹       | レッツクッキン!                              | アスパラのカリカリスティック                    |
| 157  | 4月12日        | 春野菜     | 熱血ヒーローやすのしん!!            | 福田裕子       | 柳沢テツヤ     | 平田豊         | 稲田真樹       | スマイルキッチン                             | くるりん☆ポテサラロールサンド                   |
| 158  | 4月13日        | 春野菜     | 荒野のとくまるウエスタン☆           | 福田裕子       | 柳沢テツヤ     | 平田豊         | 氏家章雄       | おにぎりの願い                               | グリーンピースのチーズ焼きおにぎり              |
| 159  | 4月14日        | 春野菜     | ☆☆☆（スリースター）のきずな         | 福田裕子       | 柳沢テツヤ     | 平田豊         | 望月謙         | こねこねネコだゾウ                           | チーズイン!ハート蒸しキャベツ                   |
| 160  | 4月15日        | 春野菜     | （おさらい編）                      | （おさらい編） | （おさらい編） | （おさらい編） | （おさらい編） | （なし）                                     | おにぎり                                        |
| 161  | 5月9日         | スイーツ1  | ひなパパ和ボンジュール!             | 上代務         | 高柳哲司       | 鈴木孝聡       | 清水勝祐       | きらめくカラフル                             | キラキラ☆フルーツもち                           |
| 162  | 5月10日        | スイーツ1  | 本日、チーズ記念日!?                | 上代務         | 高柳哲司       | 鈴木孝聡       | 浅井昭人       | 恋するホイップ                               | ピンク☆レアチーズケーキ                         |
| 163  | 5月11日        | スイーツ1  | 前略、まいん様・・・                | 上代務         | 高柳哲司       | 鈴木孝聡       | 清水勝祐       | スマイルキッチン                             | いちご柏もち                                    |
| 164  | 5月12日        | スイーツ1  | 新♡クッキンアイドル誕生!?           | 上代務         | 高柳哲司       | 鈴木孝聡       | 中島美子       | 恋するホイップ                               | カラフルフルーツのレモンホイップパフェ          |
| 165  | 5月13日        | スイーツ1  | （おさらい編）                      | （おさらい編） | （おさらい編） | （おさらい編） | （おさらい編） | （なし）                                     | ホイップクリーム                                |
| 166  | 6月6日         | カレー     | POP♡トップをねらえ!                 | 上代務         | 高柳哲司       | 吉田俊司       | 加藤万由子     | スマイルキッチン                             | まいん風!カレーナポリタン                       |
| 167  | 6月7日         | カレー     | ザンス! ザンス! ごあいさつザンス!   | 上代務         | 高柳哲司       | 吉田俊司       | 西山忍         | レッツクッキン!                              | ドライカレー                                    |
| 168  | 6月8日         | カレー     | 前略、料理の道はきびしいのです      | 上代務         | 高柳哲司       | 吉田俊司       | 伊藤依織子     | こんがりマイドリーム                         | スティック☆カレーパン                           |
| 169  | 6月9日         | カレー     | オーディションは地球を救う!?        | 上代務         | 高柳哲司       | 吉田俊司       | 清水勝祐       | スーパー戦士ニルンジャー                     | 丸ごとたまごのゴロッとカレー                    |
| 170  | 6月10日        | カレー     | （おさらい編）                      | （おさらい編） | （おさらい編） | （おさらい編） | （おさらい編） | ワクワク♡キッチンカーニバル                  | ゆでたまごのからむき                            |
| 171  | 6月27日        | 全国行脚1  | パパをさがしてイッシッシー!         | 渡辺裕子       | わたなべひろし | 古田丈司       | 中島美子       | スマイルキッチン                             | ラブリー☆野菜グミ                               |
| 172  | 6月28日        | 全国行脚1  | ゾゾゾ!おばけが出るゾ!!             | 渡辺裕子       | 高柳哲司       | 古田丈司       | 稲田真樹       | だから九州                                   | だごのクリームソース                            |
| 173  | 6月29日        | 全国行脚1  | トンボトボケタメンドクサ〜イ!?      | 渡辺裕子       | わたなべひろし | 古田丈司       | 稲田真樹       | きらめくカラフル                             | まいん風!冷や汁                                 |
| 174  | 6月30日        | 全国行脚1  | アマテラスでママテラス!?            | 渡辺裕子       | わたなべひろし | 古田丈司       | 稲田真樹       | ハートつなげて                               | とうもろこしとたまごのスープ                    |
| 175  | 7月1日         | 全国行脚1  | （おさらい編）                      | （おさらい編） | （おさらい編） | （おさらい編） | （おさらい編） | （なし）                                     | 型ぬき                                          |
| 176  | 7月11日        | 夏スイーツ | 前略、初めてのデート!?              | 上代務         | 高柳哲司       | 土屋浩幸       | 浅井昭人       | スマイルキッチン                             | カラフルフルーツだんご                          |
| 177  | 7月12日        | 夏スイーツ | 真夏の恋はアチチだよ                | 上代務         | 高柳哲司       | 土屋浩幸       | 浅井昭人       | アイするキャンディー                         | すいかアイスキャンディー                        |
| 178  | 7月13日        | 夏スイーツ | よつば、海へ!                       | 横谷昌宏       | 高柳哲司       | 土屋浩幸       | 亀谷響子       | はじけるPOPシェイク                          | POPシェイク                                     |
| 179  | 7月14日        | 夏スイーツ | ドッキリ!屋上のひみつ!?             | 横谷昌宏       | 高柳哲司       | 土屋浩幸       | 亀谷響子       | レッツクッキン!                              | トマトジャム                                    |
| 180  | 7月15日        | 夏スイーツ | （おさらい編）                      | （おさらい編） | （おさらい編） | （おさらい編） | （おさらい編） | （なし）                                     | フルーツのくりぬき                              |
| 181  | 9月5日         | こねこね   | 東西クッキンアイドル対決!?          | 上代務         | 高柳哲司       | 吉田俊司       | 加藤万由子     | やさしいドリームタイム                       | コロリン!もちもちパン                           |
| 182  | 9月6日         | こねこね   | 出発!おいしいものツアー             | 上代務         | 高柳哲司       | 吉田俊司       | 清水勝祐       | 彼とフライパン                               | みたらし五平餅                                  |
| 183  | 9月7日         | こねこね   | ひなちゃん、はじめてのおつかい      | 横谷昌宏       | 高柳哲司       | 吉田俊司       | 清水勝祐       | レッツクッキン!                              | メープルいもようかん                            |
| 184  | 9月8日         | こねこね   | ハンバーグで仲直り!                 | 横谷昌宏       | 高柳哲司       | 吉田俊司       | 西山忍         | こねこねネコだゾウ                           | コーンバーグプレート                            |
| 185  | 9月9日         | こねこね   | （おさらい編）                      | （おさらい編） | （おさらい編） | （おさらい編） | （おさらい編） | （なし）                                     | 手巻きずし                                      |
| 186  | 9月19日        | 全国行脚2  | みかん色の海                        | 上代務         | 高柳哲司       | 土屋浩幸       | 亀谷響子       | みかん!サンシャイン                          | 焼きみかん☆ア・ラ・モード                       |
| 187  | 9月20日        | 全国行脚2  | ぐるっと友情のスープぜよ            | 上代務         | 高柳哲司       | 土屋浩幸       | 浅井昭人       | レッツクッキン!                              | グルグル☆スープ                                 |
| 188  | 9月21日        | 全国行脚2  | おおぼけこぼけ大追跡                | 上代務         | 高柳哲司       | 土屋浩幸       | 亀谷響子       | スマイルキッチン                             | キャラメルナッツ大学いも                        |
| 189  | 9月22日        | 全国行脚2  | 天使が舞い降りる島                  | 上代務         | 高柳哲司       | 土屋浩幸       | 浅井昭人       | ウキウキゆでルンバ                           | まいん風!ミートソースそうめん                   |
| 190  | 9月23日        | 全国行脚2  | （おさらい編）                      | （おさらい編） | （おさらい編） | （おさらい編） | （おさらい編） | （なし）                                     | 包丁のつかいかた                                |
| 191  | 10月3日        | 秋の味覚   | クッキンアイドル アイ!マイ!POP!?    | 福田裕子       | 高柳哲司       | 古田丈司       | 稲田真樹       | スマイルキッチン                             | おさつ☆ピザ                                     |
| 192  | 10月4日        | 秋の味覚   | まいんとみちか ちぐはぐデート?      | 福田裕子       | わたなべひろし | 古田丈司       | 稲田真樹       | ショコラ・ドゥ・マドモワゼル                 | スティックおいもショコラ                        |
| 193  | 10月5日        | 秋の味覚   | 目指せ!レンコン大使!                | 横谷昌宏       | 高柳哲司       | 古田丈司       | 稲田真樹       | こんがりマイドリーム                         | れんこんチーズチップス                          |
| 194  | 10月6日        | 秋の味覚   | POP解散!?オレンジショック!          | 横谷昌宏       | 高柳哲司       | 古田丈司       | 稲田真樹       | ミラクルを待っている                         | きのこのオレンジ炊き込みごはん                  |
| 195  | 10月7日        | 秋の味覚   | （おさらい編）                      | （おさらい編） | （おさらい編） | （おさらい編） | （おさらい編） | （なし）                                     | ピーラー                                        |
| 196  | 11月14日       | 巻く・包む | 恋は桃色♥ピーチ色♥                  | 福田裕子       | 高柳哲司       | 平田豊         | 西山忍         | ハートつなげて                               | ピーチカスタードパイ                            |
| 197  | 11月15日       | 巻く・包む | 戦えマイティ・マイン!               | 上代務         | 高柳哲司       | 平田豊         | 清水勝祐       | チェンジ!                                    | ソーセージロールパン                            |
| 198  | 11月16日       | 巻く・包む | 前略…役者になります                 | 上代務         | 高柳哲司       | 平田豊         | 加藤万由子     | チェンジ!                                    | ミルフィーユ太巻き                              |
| 199  | 11月17日       | 巻く・包む | ニセクッキンアイドル現る!?          | 横谷昌宏       | 高柳哲司       | 平田豊         | 清水勝祐       | ワクワク♡キッチンカーニバル                  | コーンチーズぎょうざ                            |
| 200  | 11月18日       | 巻く・包む | （おさらい編）                      | （おさらい編） | （おさらい編） | （おさらい編） | （おさらい編） | （なし）                                     | 酢めし                                          |
| 201  | 11月28日       | 全国行脚3  | グズグズ!オレンジ里帰り             | 上代務         | 高柳哲司       | 土屋浩幸       | 浅井昭人       | さあ炒めよう                                 | まいん風!お好み焼きドッグ                       |
| 202  | 11月29日       | 全国行脚3  | スッキリ!レモンで仲直り             | 上代務         | わたなべひろし | 土屋浩幸       | 亀谷響子       | 星空のフラメンコ                             | 焼きレモンチュロス                              |
| 203  | 11月30日       | 全国行脚3  | ドッキリ!ミサンガ危機一髪!          | 横谷昌宏       | 高柳哲司       | 土屋浩幸       | 亀谷響子       | スマイルキッチン                             | まいん風!ラーメン丼                             |
| 204  | 12月1日        | 全国行脚3  | あっぱれ!ピーチの鬼退治             | 横谷昌宏       | 高柳哲司       | 土屋浩幸       | 浅井昭人       | BUGBUGダンシング                             | きびだんご風!ハンバーグ                         |
| 205  | 12月2日        | 全国行脚3  | （おさらい編）                      | （おさらい編） | （おさらい編） | （おさらい編） | （おさらい編） | （なし）                                     | しぼり袋                                        |
| 206  | 12月12日       | クリスマス | とくまる☆ロックンロールクリスマス!? | 福田裕子       | 高柳哲司       | 鈴木孝聡       | 稲田真樹       | まいんのハッピークリスマス                   | リース☆ポテサラ                                 |
| 207  | 12月13日       | クリスマス | 夢見るスープを召し上がれ♪           | 高橋ナツコ     | 高柳哲司       | 鈴木孝聡       | 稲田真樹       | ホンワカあったかクリスマス                   | ブロッコリーのクリスマススープ                  |
| 208  | 12月14日       | クリスマス | お料理姫のお菓子な大冒険!           | 福田裕子       | わたなべひろし | 鈴木孝聡       | 稲田真樹       | クッキンドリーム                             | クリスマスツリーケーキ                          |
| 209  | 12月15日       | クリスマス | メリーメリー☆スリースター           | 高橋ナツコ     | 高柳哲司       | 鈴木孝聡       | 稲田真樹       | パーティーはもうすぐ                         | クリスマスローストチキン                        |
| 210  | 12月16日       | クリスマス | （おさらい編）                      | （おさらい編） | （おさらい編） | （おさらい編） | （おさらい編） | ワクワク♡キッチンカーニバル ワールドミックス | スムージー クリスマス☆スムージー                |
| 211  | 2012年 1月9日  | ほかほか   | 決戦!おもちバトル                   | 上代務         | 高柳哲司       | 平田豊         | 加藤万由子     | BUGBUGダンシング                             | もちべー焼き                                    |
| 212  | 1月10日        | ほかほか   | キツネとタヌキのラブな味!?          | 上代務         | 高柳哲司       | 平田豊         | 清水勝祐       | スマイルキッチン                             | きつねとたぬき!の友達丼                         |
| 213  | 1月11日        | ほかほか   | ハローグッバイ ゆりあ社長           | 横谷昌宏       | 高柳哲司       | 平田豊         | 清水勝祐       | ハートつなげて                               | カップキッシュ                                  |
| 214  | 1月12日        | ほかほか   | クッキンアイドル失格だケロン!?      | 横谷昌宏       | 高柳哲司       | 平田豊         | 西山忍         | たまねぎの気持ち                             | オニオングラタンスープ                          |
| 215  | 1月13日        | ほかほか   | （おさらい編）                      | （おさらい編） | （おさらい編） | （おさらい編） | （おさらい編） | （なし）                                     | まきまき                                        |
| 216  | 2月13日        | スイーツ3  | 桃色デビューはドッキドキ♡           | 高橋ナツコ     | わたなべひろし | 土屋浩幸       | 稲田真樹       | やさしいドリームタイム                       | ソフトプレッツェル                              |
| 217  | 2月14日        | スイーツ3  | ピンチなピーチ 引退宣言!?           | 高橋ナツコ     | わたなべひろし | 土屋浩幸       | 稲田真樹       | スマイルキッチン                             | キャラメルポップコーン カレーチーズポップコーン |
| 218  | 2月15日        | スイーツ3  | そんなバナナな新事実!?              | 福田裕子       | わたなべひろし | 土屋浩幸       | 稲田真樹       | クルリの瞬間                                 | キャラメルバナナパンケーキ                      |
| 219  | 2月16日        | スイーツ3  | 前略…今日はお寿司記念日             | 上代務         | 高柳哲司       | 土屋浩幸       | 稲田真樹       | ふっくらマフィン                             | チョコナッツ☆カップマフィン                     |
| 220  | 2月17日        | スイーツ3  | （おさらい編）                      | （おさらい編） | （おさらい編） | （おさらい編） | （おさらい編） | （なし）                                     | ホットケーキ                                    |
| 221  | 3月12日        | ありがとう | ピーチのサンキュー大作戦            | 高橋ナツコ     | わたなべひろし | 平田豊         | 亀谷響子       | ありがとう×サンキュー                        | よつば&ハートのクッキー                         |
| 222  | 3月13日        | ありがとう | ひょっとしてハットして世界進出!?    | 福田裕子       | 高柳哲司       | 平田豊         | 稲田真樹       | ありがとう×サンキュー                        | キャベツ入り☆おおハヤシライス                   |
| 223  | 3月14日        | ありがとう | さよなら まいんのビッグショー!      | 福田裕子       | 高柳哲司       | 平田豊         | 桂木杏         | スマイルキッチン                             | キャベツパンケーキサンド                        |
| 224  | 3月15日        | ありがとう | まいんのハピハピ♪ハッピーデー       | 高橋ナツコ     | わたなべひろし | 平田豊         | 北原広大       | 笑顔のタネ                                   | 大きな焼きキャベツのシチュー                    |
| 225  | 3月16日        | ありがとう | （おさらい編）                      | （おさらい編） | （おさらい編） | （おさらい編） | （おさらい編） | （なし）                                     | きゅうりとハムのロール寿司                      |

### 2012年度
| 回数 | 初回放送日    | 主題           | サブタイトル                                | 脚本           | 絵コンテ       | 演出           | 作画監督          | 挿入歌                     | 作中番組で作った料理 エンジョイクッキン!テーマ                      |
| ---- | ------------- | -------------- | ------------------------------------------- | -------------- | -------------- | -------------- | ----------------- | -------------------------- | ------------------------------------------------------------------- |
| 226  | 2012年 4月2日 | スイーツ       | 謎の三妖精、現る!                           | 高橋ナツコ     | わたなべひろし | 平田豊         | 北原広大 森本浩文 | キッチンプリンセス         | なめらかたまごプリン                                                |
| 227  | 4月3日        | スイーツ       | 救え、ひなちゃん!謎の三妖精                 | 高橋ナツコ     | わたなべひろし | 平田豊         | 北原広大 森本浩文 | チェンジ!                  | タルト風プチ大福                                                    |
| 228  | 4月4日        | スイーツ       | POPピンチ!食べ物なんか大キライ              | 高橋ナツコ     | わたなべひろし | 平田豊         | 稲田真樹          | キッチンプリンセス         | いちごソフト生キャラメル                                            |
| 229  | 4月5日        | スイーツ       | POPピンチ!スイーツまでも大キライ            | 高橋ナツコ     | わたなべひろし | 平田豊         | 北原広大 森本浩文 | スイーツプリンセス         | カラフル☆フルーツパフェ                                             |
| 230  | 4月6日        | スイーツ       | （おさらい編）                              | （おさらい編） | （おさらい編） | （おさらい編） | （おさらい編）    | （なし）                   | たまご                                                              |
| 231  | 4月16日       | 春野菜         | けんいちめんどくさ〜                        | 上代務         | わたなべひろし | 平田豊         | 稲田真樹          | きらめくカラフル           | ポテサラパフェ                                                      |
| 232  | 4月17日       | 春野菜         | メンメンめんどくさ〜                        | 上代務         | わたなべひろし | 平田豊         | 稲田真樹          | きらめくカラフル           | カラフル春色ちらし寿司                                              |
| 233  | 4月18日       | 春野菜         | しゅっぱーつ!クッキン教室でハピハピハッピー | 福田裕子       | わたなべひろし | 平田豊         | 稲田真樹          | キャキャッとキャベツ       | 春キャベツのくるりんサラダ                                          |
| 234  | 4月19日       | 春野菜         | ポンポコお腹でハピハピハッピー              | 福田裕子       | わたなべひろし | 平田豊         | 稲田真樹          | キッチンプリンセス         | 春野菜たっぷりカレー                                                |
| 235  | 4月20日       | 春野菜         | （おさらい編）                              | （おさらい編） | （おさらい編） | （おさらい編） | （おさらい編）    | （なし）                   | こめ                                                                |
| 236  | 5月21日       | たまご         | え〜?全国まずいもの祭り!?                   | 上代務         | わたなべひろし | 吉田俊司       | 森本浩文          | まぜまぜタイム             | ゆでたまごカップサラダ                                              |
| 237  | 5月22日       | たまご         | まいんパワーでうまいもの祭り!               | 上代務         | わたなべひろし | 吉田俊司       | 森本浩文          | 彼とフライパン             | オムレツライス                                                      |
| 238  | 5月23日       | たまご         | とくまるドキドキディナーショー              | 福田裕子       | わたなべひろし | 吉田俊司       | 森本浩文          | きらめくカラフル           | 食パンカップの目玉焼き                                              |
| 239  | 5月24日       | たまご         | とくまるラブラブディナーショー              | 福田裕子       | わたなべひろし | 吉田俊司       | 森本浩文          | キッチンプリンセス         | ラブリーたまご焼き                                                  |
| 240  | 5月25日       | たまご         | （おさらい編）                              | （おさらい編） | （おさらい編） | （おさらい編） | （おさらい編）    | ハッピー!クッキンタイム♪   | やさい かんたんちぎりサラダ                                         |
| 241  | 6月11日       | こねこね       | わんぱくボーイとレーッツクッキン            | 高橋ナツコ     | 外崎春雄       | 吉田俊司       | 亀谷響子          | 彼とフライパン             | コロリン☆ミートボール                                               |
| 242  | 6月12日       | こねこね       | わんぱくパクパクおいしいおやつ              | 高橋ナツコ     | 外崎春雄       | 吉田俊司       | 亀谷響子          | ころころがるるころガール   | バナナミルクココア白玉                                              |
| 243  | 6月13日       | こねこね       | お久しぶりですリザード先輩                  | 高橋ナツコ     | 外崎春雄       | 吉田俊司       | 石川洋一          | キッチンプリンセス         | もちもち☆フライパンピザ                                             |
| 244  | 6月14日       | こねこね       | おかえりなさいリザード先輩                  | 高橋ナツコ     | 外崎春雄       | 吉田俊司       | 石川洋一          | こねこねネコだゾウ         | 変身!チョコチップメロンパン                                         |
| 245  | 6月15日       | こねこね       | （おさらい編）                              | （おさらい編） | （おさらい編） | （おさらい編） | （おさらい編）    | （なし）                   | 料理につかう道具 （ホイップクリーム作り）                           |
| 246  | 6月25日       | スイーツ2      | ひらめきスランプ!しゃかりきみちか           | 福田裕子       | わたなべひろし | 村田尚樹       | 森本浩文          | 彼とフライパン             | ふんわりババロア                                                    |
| 247  | 6月26日       | スイーツ2      | プルプルゼリーは友情の味                    | 福田裕子       | わたなべひろし | 村田尚樹       | 森本浩文          | キッチンプリンセス         | プルプルフルーツゼリー                                              |
| 248  | 6月27日       | スイーツ2      | 謎のお城!スパイスキャッスル                 | 高橋ナツコ     | わたなべひろし | 村田尚樹       | 森本浩文          | まぜまぜタイム             | かぼちゃのベイクドチーズケーキ                                      |
| 249  | 6月28日       | スイーツ2      | スパイスキャッスル!ミステリーツアー         | 高橋ナツコ     | わたなべひろし | 村田尚樹       | 森本浩文          | 不思議でステキなスムージー | フリフリ☆カラフルスムージー                                         |
| 250  | 6月29日       | スイーツ2      | （おさらい編）                              | （おさらい編） | （おさらい編） | （おさらい編） | （おさらい編）    | （なし）                   | はな カステラフラワー                                               |
| 251  | 7月9日        | 全国行脚〜東北 | きなこと風の又五郎                          | 上代務         | 福田道生       | 村田尚樹       | 稲田真樹          | おいしいがうれしい         | まいん風!手作り南部せんべい                                         |
| 252  | 7月10日       | 全国行脚〜東北 | わんこちらしは恋の味                        | 上代務         | 福田道生       | 村田尚樹       | 稲田真樹          | きらめくカラフル           | まいん風!わんこちらしずし                                           |
| 253  | 7月11日       | 全国行脚〜東北 | いざ行け!少年剣士                           | 上代務         | 福田道生       | 村田尚樹       | 稲田真樹          | キッチンプリンセス         | くるくるずんだクレープ                                              |
| 254  | 7月12日       | 全国行脚〜東北 | 会津の誓いは桃の味                          | 上代務         | 福田道生       | 村田尚樹       | 稲田真樹          | まぜまぜタイム             | ピーチヨーグルトムース                                              |
| 255  | 7月13日       | 全国行脚〜東北 | （おさらい編）                              | （おさらい編） | （おさらい編） | （おさらい編） | （おさらい編）    | （なし）                   | おやつ ふりふり☆バニラアイス                                        |
| 256  | 9月17日       | お弁当         | ゆきののわがままいなり姫                    | 高橋ナツコ     | 金﨑貴臣       | 村田尚樹       | 森本浩文          | キッチンプリンセス         | まいんのお花巻きずし                                                |
| 257  | 9月18日       | お弁当         | いなり姫、三妖精のいいなりに!?              | 高橋ナツコ     | 金﨑貴臣       | 村田尚樹       | 森本浩文          | プクプクのホワホワ         | ブーケサラダいなりずし                                              |
| 258  | 9月19日       | お弁当         | GO!GO!恋の応援団                            | 福田裕子       | わたなべひろし | 村田尚樹       | 森本浩文          | おいしいがうれしい         | まいん風☆ミックスサンドイッチ                                       |
| 259  | 9月20日       | お弁当         | 恋する気持ちはネバーギブアップ              | 福田裕子       | わたなべひろし | 村田尚樹       | 森本浩文          | 彼とフライパン             | まいんのラブリーそぼろ弁当                                          |
| 260  | 9月21日       | お弁当         | （おさらい編）                              | （おさらい編） | （おさらい編） | （おさらい編） | （おさらい編）    | （なし）                   | すし （手巻き寿司）                                                 |
| 261  | 10月8日       | 秋             | イエス!POPスターへの道!?                    | 福田裕子       | 金﨑貴臣       | 村田尚樹       | 石川洋一          | 彼とフライパン             | きのこデミソースのオムライス                                        |
| 262  | 10月9日       | 秋             | ノー!?POPありのまま                         | 福田裕子       | 金﨑貴臣       | 村田尚樹       | 石川洋一          | まぜまぜタイム             | スイートポテトボート                                                |
| 263  | 10月10日      | 秋             | ハロウィンはUMA記念日!?                     | 上代務         | わたなべひろし | 村田尚樹       | 亀谷響子          | BUGBUGダンシング           | しいたけミニバーグ                                                  |
| 264  | 10月11日      | 秋             | みんなの記念日ハッピーハロウィン            | 上代務         | わたなべひろし | 村田尚樹       | 亀谷響子          | おかしな☆おかし            | ハロウィンクッキー                                                  |
| 265  | 10月12日      | 秋             | （おさらい編）                              | （おさらい編） | （おさらい編） | （おさらい編） | （おさらい編）    | （なし）                   | たまご                                                              |
| 266  | 10月22日      | 包む・巻く     | おひさしぶりクリ★クリケット                 | 高橋ナツコ     | 北原広大       | 中山敦史       | 森本浩文          | ころころがるるころガール   | コロモチ☆ツナチーズパン                                             |
| 267  | 10月23日      | 包む・巻く     | 仲良しラブリークッキング★クリ?              | 高橋ナツコ     | 北原広大       | 中山敦史       | 森本浩文          | こねこねネコだゾウ         | まいん風!フライパン肉まん                                           |
| 268  | 10月24日      | 包む・巻く     | 大物俳優!クルック〜?                        | 福田裕子       | 金﨑貴臣       | 中山敦史       | 稲田真樹          | 世界マキマキ大作戦!        | サクサク巻き巻き☆スティック                                         |
| 269  | 10月25日      | 包む・巻く     | ハトのハートをクルック〜!                   | 福田裕子       | 金﨑貴臣       | 中山敦史       | 稲田真樹          | おいしいがうれしい         | くるくるロールおにぎり                                              |
| 270  | 10月26日      | 包む・巻く     | （おさらい編）                              | （おさらい編） | （おさらい編） | （おさらい編） | （おさらい編）    | （なし）                   | フルーツ                                                            |
| 271  | 11月12日      | カレー         | お料理愛す♡アイススケーター                 | 福田裕子       | わたなべひろし | 中山敦史       | 森本浩文          | ゆらゆらカーニバル         | きのこカレーうどん                                                  |
| 272  | 11月13日      | カレー         | スケート助っ人☆お料理パワー                 | 福田裕子       | わたなべひろし | 中山敦史       | 森本浩文          | プクプクのホワホワ         | ほうれんそうツナカレー                                              |
| 273  | 11月14日      | カレー         | まいんと三妖精の不思議な旅                  | 高橋ナツコ     | 金﨑貴臣       | 中山敦史       | 稲田真樹          | おいしいがうれしい         | 手作りナン                                                          |
| 274  | 11月15日      | カレー         | ワンパクミーアとクッキング!                 | 高橋ナツコ     | 金﨑貴臣       | 中山敦史       | 稲田真樹          | キッチンプリンセス         | とろっとオムカレー                                                  |
| 275  | 11月16日      | カレー         | （おさらい編）                              | （おさらい編） | （おさらい編） | （おさらい編） | （おさらい編）    | ハッピー!クッキンタイム♪   | （なし）                                                            |
| 276  | 11月26日      | 全国行脚2      | ご当地アイドルを狙え!                       | 上代務         | 八凪哲         | 村田尚樹       | 森本浩文          | スイーツ チャチャチャ      | お茶プチカップケーキ                                                |
| 277  | 11月27日      | 全国行脚2      | ご当地アイドルは君だ!                       | 上代務         | 八凪哲         | 村田尚樹       | 森本浩文          | キッチンプリンセス         | まいんの静岡風おでん                                                |
| 278  | 11月28日      | 全国行脚2      | 名古屋のロミオとジュリエット                | 上代務         | 八凪哲         | 村田尚樹       | 森本浩文          | おにぎりの願い             | まいんのミニ天むす                                                  |
| 279  | 11月29日      | 全国行脚2      | おみそがミソで仲直り                        | 上代務         | 八凪哲         | 村田尚樹       | 森本浩文          | 彼とフライパン             | みそクリームかぼちゃグラタン                                        |
| 280  | 11月30日      | 全国行脚2      | （おさらい編）                              | （おさらい編） | （おさらい編） | （おさらい編） | （おさらい編）    | （なし）                   | かんぶつ かんたんわかめサラダ                                       |
| 281  | 12月17日      | クリスマス     | クリスマス休戦?ウキウキデート♡              | 福田裕子       | わたなべひろし | 村田尚樹       | 石川洋一          | キラキラ夢のクリスマス     | まいん風!チーズチキン                                               |
| 282  | 12月18日      | クリスマス     | キラキラ しょんぼりクリスマス               | 福田裕子       | わたなべひろし | 村田尚樹       | 石川洋一          | きらめくカラフル           | まいん風!クリスマス☆ピラフ                                          |
| 283  | 12月19日      | クリスマス     | サンタの国のサンタロウ                      | 高橋ナツコ     | わたなべひろし | 村田尚樹       | 亀谷響子          | パーティーはもうすぐ       | ミニミニ☆クリスマスピザ                                             |
| 284  | 12月20日      | クリスマス     | サンタの国からレッツクッキン!               | 高橋ナツコ     | わたなべひろし | 村田尚樹       | 亀谷響子          | キラキラ夢のクリスマス     | フルーツブッシュドノエル                                            |
| 285  | 12月21日      | クリスマス     | （おさらい編）                              | （おさらい編） | （おさらい編） | （おさらい編） | （おさらい編）    | おかしな☆おかし            | （なし） カナッペ ブロッコリーツリーサラダ ヨーグルトレモンラッシー |
| 286  | 2013年 1月7日 | ほかほか       | ショウワな街でお正月                        | 上代務         | 八凪哲         | 中山敦史       | 稲田真樹          | おいしいがうれしい         | まいん風焼き肉屋さんスープ                                          |
| 287  | 1月8日        | ほかほか       | ショウワの心でぽっかぽか                    | 上代務         | 八凪哲         | 中山敦史       | 稲田真樹          | スイーツモンスター         | ホットはちみつオレンジ&ホットキウイレモン                           |
| 288  | 1月9日        | ほかほか       | 世界の街でムチャ修行                        | 上代務         | 八凪哲         | 中山敦史       | 稲田真樹          | ころころがるるころガール   | チキンボールのクリームシチュー                                      |
| 289  | 1月10日       | ほかほか       | まいん料理が世界を救う!?                    | 上代務         | 八凪哲         | 中山敦史       | 稲田真樹          | こねこねネコだゾウ         | ほかほかパオサンド                                                  |
| 290  | 1月11日       | ほかほか       | （おさらい編）                              | （おさらい編） | （おさらい編） | （おさらい編） | （おさらい編）    | （なし）                   | 春の七草                                                            |
| 291  | 1月21日       | スイーツ3      | まいん♥こそこそバレンタイン                 | 福田裕子       | 八凪哲         | 中山敦史       | 森本浩文          | ふっくらマフィン           | まいん風!チョコレートアイスマフィン                                 |
| 292  | 1月22日       | スイーツ3      | ミサンガ♥いじいじバレンタイン               | 福田裕子       | 八凪哲         | 中山敦史       | 森本浩文          | 妖精のヒミツ               | くるくるミニバウムクーヘン                                          |
| 293  | 1月23日       | スイーツ3      | 前略、まいんちゃん す、す、す、好きです     | 高橋ナツコ     | わたなべひろし | 中山敦史       | 森本浩文          | おいしいがうれしい         | ペロペロキャンディチョコ                                            |
| 294  | 1月24日       | スイーツ3      | 前略、まいんちゃん!!♡                       | 高橋ナツコ     | わたなべひろし | 中山敦史       | 森本浩文          | 待ち遠しいの               | ハートのラブリーパイ                                                |
| 295  | 1月25日       | スイーツ3      | （おさらい編）                              | （おさらい編） | （おさらい編） | （おさらい編） | （おさらい編）    | （なし）                   | 木の実                                                              |
| 296  | 2月25日       | 協力           | タカビシャみちかとハイチーズ!?              | 福田裕子       | 八凪哲         | 村田尚樹       | 稲田真樹          | キッチンプリンセス         | チーズクリームフォンデュ                                            |
| 297  | 2月26日       | 協力           | さよならみちかの旅立ちスマイル              | 福田裕子       | 八凪哲         | 村田尚樹       | 稲田真樹          | おいしいがうれしい         | カラフルカレーライス                                                |
| 298  | 2月27日       | 協力           | えー!まいんが2人!?                          | 上代務         | 北原広大       | 村田尚樹       | 亀谷響子          | 世界マキマキ大作戦!        | まいん風!ロールドッグ                                               |
| 299  | 2月28日       | 協力           | フレフレ!ちびっ子まいん                     | 上代務         | 北原広大       | 村田尚樹       | 亀谷響子          | きらきら☆デコレーション    | まいん風!デコレーションホットケーキ                                 |
| 300  | 3月1日        | 協力           | （おさらい編）                              | （おさらい編） | （おさらい編） | （おさらい編） | （おさらい編）    | （なし）                   | フルーツの花                                                        |
| 301  | 3月18日       | ありがとう     | リーダーあらわる!悩めるミサンガ             | 高橋ナツコ     | わたなべひろし | わたなべひろし | 森本浩文          | きらめくカラフル           | ケーキそぼろごはん                                                  |
| 302  | 3月19日       | ありがとう     | なんでもない日にハピハピハッピー            | 高橋ナツコ     | わたなべひろし | わたなべひろし | 森本浩文          | 彼とフライパン             | スパゲティミートソース                                              |
| 303  | 3月20日       | ありがとう     | 行かないで!ミサンガ                         | 高橋ナツコ     | わたなべひろし | わたなべひろし | 北原広大          | 待ち遠しいの               | ツナキャベツのフレンチトースト                                      |
| 304  | 3月21日       | ありがとう     | クッキンアイドル アイ!マイ!まいん!          | 高橋ナツコ     | わたなべひろし | わたなべひろし | 北原広大          | キッチンプリンセス         | まいんのスペシャル☆キャベツパンケーキ                               |
| 305  | 3月22日       | ありがとう     | （おさらい編）                              | （おさらい編） | （おさらい編） | （おさらい編） | （おさらい編）    | 明日もハピハピハッピネス!  | （なし）                                                            |

## 特集週
特集週は、基本的にアニメパートがなく、実写パートのみで構成される（回想でアニメパートを振り返る場合がある）。
特集週はまいんが日本各地でロケを行う週と、スタジオで視聴者からの質問に答える週がある。

### 2009年度
| 回数  | 初回放送日     | タイトル                                                         | 概要 | 挿入歌 | 作中番組で作った料理                                                                                   |
| ----- | -------------- | ---------------------------------------------------------------- | --- | --- | --- |
| 特集1 | 2009年 5月25日 | スッキリ!サッパリ!どんな事でも とことんしらべちゃう スペシャル!! | 大阪の食文化とそれにまつわる食材を、ロケをメインにレポート。 「たこ焼きには何故たこを入れるのか?」を突き止める。スタジオでは大阪の食文化にまつわるクイズも出題され、ソルトが回答者となって答えた。月曜日は道頓堀 マンションでたこ焼き機調査 カキ氷たこ焼きの紹介。火曜日は道具屋 お好み焼き お好み焼き作り。 水曜日はイカ焼き おうどん おみやげお持ち帰りクイズ 串カツ賞味とクイズ。 木曜日はラチオ焼き タココロッケやタコ丸揚げ他 ゴールドタコポイント 玉子焼き（明石焼き）取材と体験。 金曜日はたこ焼き作りに挑戦最終日には明石でたこを購入し、たこ焼き屋で作り方を教わり、実際にたこ焼きをつくってみた。 | たこやき食べれば （※「きらめくカラフル」のアレンジ）                                                               | （なし）                                                                                               |
| 特集1 | 5月26日        | スッキリ!サッパリ!どんな事でも とことんしらべちゃう スペシャル!! | 大阪の食文化とそれにまつわる食材を、ロケをメインにレポート。 「たこ焼きには何故たこを入れるのか?」を突き止める。スタジオでは大阪の食文化にまつわるクイズも出題され、ソルトが回答者となって答えた。月曜日は道頓堀 マンションでたこ焼き機調査 カキ氷たこ焼きの紹介。火曜日は道具屋 お好み焼き お好み焼き作り。 水曜日はイカ焼き おうどん おみやげお持ち帰りクイズ 串カツ賞味とクイズ。 木曜日はラチオ焼き タココロッケやタコ丸揚げ他 ゴールドタコポイント 玉子焼き（明石焼き）取材と体験。 金曜日はたこ焼き作りに挑戦最終日には明石でたこを購入し、たこ焼き屋で作り方を教わり、実際にたこ焼きをつくってみた。 | たこやき食べれば                                                                                                   | （お好み焼き）                                                                                         |
| 特集1 | 5月27日        | スッキリ!サッパリ!どんな事でも とことんしらべちゃう スペシャル!! | 大阪の食文化とそれにまつわる食材を、ロケをメインにレポート。 「たこ焼きには何故たこを入れるのか?」を突き止める。スタジオでは大阪の食文化にまつわるクイズも出題され、ソルトが回答者となって答えた。月曜日は道頓堀 マンションでたこ焼き機調査 カキ氷たこ焼きの紹介。火曜日は道具屋 お好み焼き お好み焼き作り。 水曜日はイカ焼き おうどん おみやげお持ち帰りクイズ 串カツ賞味とクイズ。 木曜日はラチオ焼き タココロッケやタコ丸揚げ他 ゴールドタコポイント 玉子焼き（明石焼き）取材と体験。 金曜日はたこ焼き作りに挑戦最終日には明石でたこを購入し、たこ焼き屋で作り方を教わり、実際にたこ焼きをつくってみた。 | たこやき食べれば                                                                                                   | （なし）                                                                                               |
| 特集1 | 5月28日        | スッキリ!サッパリ!どんな事でも とことんしらべちゃう スペシャル!! | 大阪の食文化とそれにまつわる食材を、ロケをメインにレポート。 「たこ焼きには何故たこを入れるのか?」を突き止める。スタジオでは大阪の食文化にまつわるクイズも出題され、ソルトが回答者となって答えた。月曜日は道頓堀 マンションでたこ焼き機調査 カキ氷たこ焼きの紹介。火曜日は道具屋 お好み焼き お好み焼き作り。 水曜日はイカ焼き おうどん おみやげお持ち帰りクイズ 串カツ賞味とクイズ。 木曜日はラチオ焼き タココロッケやタコ丸揚げ他 ゴールドタコポイント 玉子焼き（明石焼き）取材と体験。 金曜日はたこ焼き作りに挑戦最終日には明石でたこを購入し、たこ焼き屋で作り方を教わり、実際にたこ焼きをつくってみた。 | （なし） | 明石焼き                                                                                               |
| 特集1 | 5月29日        | スッキリ!サッパリ!どんな事でも とことんしらべちゃう スペシャル!! | 大阪の食文化とそれにまつわる食材を、ロケをメインにレポート。 「たこ焼きには何故たこを入れるのか?」を突き止める。スタジオでは大阪の食文化にまつわるクイズも出題され、ソルトが回答者となって答えた。月曜日は道頓堀 マンションでたこ焼き機調査 カキ氷たこ焼きの紹介。火曜日は道具屋 お好み焼き お好み焼き作り。 水曜日はイカ焼き おうどん おみやげお持ち帰りクイズ 串カツ賞味とクイズ。 木曜日はラチオ焼き タココロッケやタコ丸揚げ他 ゴールドタコポイント 玉子焼き（明石焼き）取材と体験。 金曜日はたこ焼き作りに挑戦最終日には明石でたこを購入し、たこ焼き屋で作り方を教わり、実際にたこ焼きをつくってみた。 | たこやき食べれば                                                                                                   | （たこ焼き）                                                                                           |
| 特集2 | 7月27日        | クッキンアイドル スペシャル! お料理ステップアップ大作戦!         | 卵・米・包丁・肉について、過去の放送の振り返りや各種情報を紹介。1日ごとにテーマ別に調理を行い、ステップアップが認められたらテーマを表したトロフィーを贈呈された。紹介VTRはソルトがナレーション紹介。ソーセージ作りの工程もソルトがナレーションした。 月曜日は卵料理に挑戦 ゆで卵の殻むき名人の紹介 薄焼き卵作りのコツ たまごトロフィーの贈呈。 火曜日はお米料理に挑戦 お米のたき方おさらい お米の釜炊の紹介 お米のトロフィーの贈呈。 水曜日はどうしたら野菜が好きになるか 野菜を使ったスイーツの取材と紹介 フルーツアーティストの包丁さばきの紹介 包丁の使い方テスト（ピーマンの輪切り、たまねぎの薄切り、トマトの角切り） 包丁のトロフィーの贈呈。 木曜日は肉料理作り（ソーセージ作り）に挑戦 ハムとソーセージの違いの紹介とハム作りの取材 肉のトロフィーの贈呈。 金曜日はおさらいしながらスペシャル料理作り | たまごのワルツ 彼とフライパン                                                                                      | うすやき玉子                                                                                           |
| 特集2 | 7月28日        | クッキンアイドル スペシャル! お料理ステップアップ大作戦!         | 卵・米・包丁・肉について、過去の放送の振り返りや各種情報を紹介。1日ごとにテーマ別に調理を行い、ステップアップが認められたらテーマを表したトロフィーを贈呈された。紹介VTRはソルトがナレーション紹介。ソーセージ作りの工程もソルトがナレーションした。 月曜日は卵料理に挑戦 ゆで卵の殻むき名人の紹介 薄焼き卵作りのコツ たまごトロフィーの贈呈。 火曜日はお米料理に挑戦 お米のたき方おさらい お米の釜炊の紹介 お米のトロフィーの贈呈。 水曜日はどうしたら野菜が好きになるか 野菜を使ったスイーツの取材と紹介 フルーツアーティストの包丁さばきの紹介 包丁の使い方テスト（ピーマンの輪切り、たまねぎの薄切り、トマトの角切り） 包丁のトロフィーの贈呈。 木曜日は肉料理作り（ソーセージ作り）に挑戦 ハムとソーセージの違いの紹介とハム作りの取材 肉のトロフィーの贈呈。 金曜日はおさらいしながらスペシャル料理作り | 煮込んでスマイル                                                                                                   | お花畑サラダちらし寿司                                                                                 |
| 特集2 | 7月29日        | クッキンアイドル スペシャル! お料理ステップアップ大作戦!         | 卵・米・包丁・肉について、過去の放送の振り返りや各種情報を紹介。1日ごとにテーマ別に調理を行い、ステップアップが認められたらテーマを表したトロフィーを贈呈された。紹介VTRはソルトがナレーション紹介。ソーセージ作りの工程もソルトがナレーションした。 月曜日は卵料理に挑戦 ゆで卵の殻むき名人の紹介 薄焼き卵作りのコツ たまごトロフィーの贈呈。 火曜日はお米料理に挑戦 お米のたき方おさらい お米の釜炊の紹介 お米のトロフィーの贈呈。 水曜日はどうしたら野菜が好きになるか 野菜を使ったスイーツの取材と紹介 フルーツアーティストの包丁さばきの紹介 包丁の使い方テスト（ピーマンの輪切り、たまねぎの薄切り、トマトの角切り） 包丁のトロフィーの贈呈。 木曜日は肉料理作り（ソーセージ作り）に挑戦 ハムとソーセージの違いの紹介とハム作りの取材 肉のトロフィーの贈呈。 金曜日はおさらいしながらスペシャル料理作り | 虹のむこうへ | （包丁のステップアップ）                                                                               |
| 特集2 | 7月30日        | クッキンアイドル スペシャル! お料理ステップアップ大作戦!         | 卵・米・包丁・肉について、過去の放送の振り返りや各種情報を紹介。1日ごとにテーマ別に調理を行い、ステップアップが認められたらテーマを表したトロフィーを贈呈された。紹介VTRはソルトがナレーション紹介。ソーセージ作りの工程もソルトがナレーションした。 月曜日は卵料理に挑戦 ゆで卵の殻むき名人の紹介 薄焼き卵作りのコツ たまごトロフィーの贈呈。 火曜日はお米料理に挑戦 お米のたき方おさらい お米の釜炊の紹介 お米のトロフィーの贈呈。 水曜日はどうしたら野菜が好きになるか 野菜を使ったスイーツの取材と紹介 フルーツアーティストの包丁さばきの紹介 包丁の使い方テスト（ピーマンの輪切り、たまねぎの薄切り、トマトの角切り） 包丁のトロフィーの贈呈。 木曜日は肉料理作り（ソーセージ作り）に挑戦 ハムとソーセージの違いの紹介とハム作りの取材 肉のトロフィーの贈呈。 金曜日はおさらいしながらスペシャル料理作り | 待ち遠しいの | 手作りソーセージ                                                                                       |
| 特集2 | 7月31日        | クッキンアイドル スペシャル! お料理ステップアップ大作戦!         | 卵・米・包丁・肉について、過去の放送の振り返りや各種情報を紹介。1日ごとにテーマ別に調理を行い、ステップアップが認められたらテーマを表したトロフィーを贈呈された。紹介VTRはソルトがナレーション紹介。ソーセージ作りの工程もソルトがナレーションした。 月曜日は卵料理に挑戦 ゆで卵の殻むき名人の紹介 薄焼き卵作りのコツ たまごトロフィーの贈呈。 火曜日はお米料理に挑戦 お米のたき方おさらい お米の釜炊の紹介 お米のトロフィーの贈呈。 水曜日はどうしたら野菜が好きになるか 野菜を使ったスイーツの取材と紹介 フルーツアーティストの包丁さばきの紹介 包丁の使い方テスト（ピーマンの輪切り、たまねぎの薄切り、トマトの角切り） 包丁のトロフィーの贈呈。 木曜日は肉料理作り（ソーセージ作り）に挑戦 ハムとソーセージの違いの紹介とハム作りの取材 肉のトロフィーの贈呈。 金曜日はおさらいしながらスペシャル料理作り | さあ炒めよう きらめくカラフル                                                                                      | ステップアップオムライス                                                                               |
| 特集3 | 10月19日       | 日本一の山 富士山でおいしいものを探す 大冒険スペシャル!          | 富士山周辺の静岡県と山梨県でロケ。おいしい食材を探し、それで料理を作る。月曜日は牧場で乳搾りと子牛への乳飲ませ体験 バター作り。 火曜日は富岳風穴の見学 卵の収穫とたまごかけご飯賞味とミルクセーキ作り。 水曜日は白糸の滝 本栖湖でカヌー 水と根原大根の収穫と料理（大根のおでん他）。 木曜日はほうとう作りに挑戦。 金曜日はみつけた食材でスペシャル料理作り | さあ でかけよう （※「さあ炒めよう」のアレンジ）                                                                    | （手作りバター）                                                                                       |
| 特集3 | 10月20日       | 日本一の山 富士山でおいしいものを探す 大冒険スペシャル!          | 富士山周辺の静岡県と山梨県でロケ。おいしい食材を探し、それで料理を作る。月曜日は牧場で乳搾りと子牛への乳飲ませ体験 バター作り。 火曜日は富岳風穴の見学 卵の収穫とたまごかけご飯賞味とミルクセーキ作り。 水曜日は白糸の滝 本栖湖でカヌー 水と根原大根の収穫と料理（大根のおでん他）。 木曜日はほうとう作りに挑戦。 金曜日はみつけた食材でスペシャル料理作り | タマゴはアイドル                                                                                                   | （ミルクセーキ）                                                                                       |
| 特集3 | 10月21日       | 日本一の山 富士山でおいしいものを探す 大冒険スペシャル!          | 富士山周辺の静岡県と山梨県でロケ。おいしい食材を探し、それで料理を作る。月曜日は牧場で乳搾りと子牛への乳飲ませ体験 バター作り。 火曜日は富岳風穴の見学 卵の収穫とたまごかけご飯賞味とミルクセーキ作り。 水曜日は白糸の滝 本栖湖でカヌー 水と根原大根の収穫と料理（大根のおでん他）。 木曜日はほうとう作りに挑戦。 金曜日はみつけた食材でスペシャル料理作り | さあ でかけよう 野菜・さい・さい                                                                                   | （なし）                                                                                               |
| 特集3 | 10月22日       | 日本一の山 富士山でおいしいものを探す 大冒険スペシャル!          | 富士山周辺の静岡県と山梨県でロケ。おいしい食材を探し、それで料理を作る。月曜日は牧場で乳搾りと子牛への乳飲ませ体験 バター作り。 火曜日は富岳風穴の見学 卵の収穫とたまごかけご飯賞味とミルクセーキ作り。 水曜日は白糸の滝 本栖湖でカヌー 水と根原大根の収穫と料理（大根のおでん他）。 木曜日はほうとう作りに挑戦。 金曜日はみつけた食材でスペシャル料理作り | さあ でかけよう | （ほうとう）                                                                                           |
| 特集3 | 10月23日       | 日本一の山 富士山でおいしいものを探す 大冒険スペシャル!          | 富士山周辺の静岡県と山梨県でロケ。おいしい食材を探し、それで料理を作る。月曜日は牧場で乳搾りと子牛への乳飲ませ体験 バター作り。 火曜日は富岳風穴の見学 卵の収穫とたまごかけご飯賞味とミルクセーキ作り。 水曜日は白糸の滝 本栖湖でカヌー 水と根原大根の収穫と料理（大根のおでん他）。 木曜日はほうとう作りに挑戦。 金曜日はみつけた食材でスペシャル料理作り | 彼とフライパン | ほうとうカルボナーラ〜富士山スペシャル〜                                                               |
| 特集4 | 2010年 1月25日 | クッキンアイドル アイ!マイ!まいん! リクエストスペシャル!!        | 視聴者からの質問やリクエストの葉書を元に過去の放送を振り返り、関連情報を紹介する。 （VTR内での屋外ロケ(都内)は初めてテルが担当した）曲のリクエストにもこたえた。月曜日はテーマ「スイーツ」 クレープをじょうずに焼くコツ ケーキ屋さんの取材・デコレーション披露とまいんの似顔絵ケーキの登場。 火曜日はスパゲッティ・アルデンテのゆで方 パスタの名前と種類 おもしろいメン（横浜中華街の刀削麺、西日暮里の手打麺）の紹介。 水曜日はフライパンパエリアをおいしく作るポイント かっぱ橋道具街の取材と道具の紹介 アクをとる理由。 木曜日は目玉焼きにかける調味料 しょうゆとソースの違いと作り方の紹介 おすすめの手作りお菓子 サラダ油についての取材 いろんな衣装スタイル。 金曜日は日本にある野菜の数と青果市場の取材 ブロッコリーツリーサラダのおさらいと野菜のゆで方。                                             | ときめきデコレーション                                                                                             | （なし）                                                                                               |
| 特集4 | 1月26日        | クッキンアイドル アイ!マイ!まいん! リクエストスペシャル!!        | 視聴者からの質問やリクエストの葉書を元に過去の放送を振り返り、関連情報を紹介する。 （VTR内での屋外ロケ(都内)は初めてテルが担当した）曲のリクエストにもこたえた。月曜日はテーマ「スイーツ」 クレープをじょうずに焼くコツ ケーキ屋さんの取材・デコレーション披露とまいんの似顔絵ケーキの登場。 火曜日はスパゲッティ・アルデンテのゆで方 パスタの名前と種類 おもしろいメン（横浜中華街の刀削麺、西日暮里の手打麺）の紹介。 水曜日はフライパンパエリアをおいしく作るポイント かっぱ橋道具街の取材と道具の紹介 アクをとる理由。 木曜日は目玉焼きにかける調味料 しょうゆとソースの違いと作り方の紹介 おすすめの手作りお菓子 サラダ油についての取材 いろんな衣装スタイル。 金曜日は日本にある野菜の数と青果市場の取材 ブロッコリーツリーサラダのおさらいと野菜のゆで方。                                             | いろいろ大好き | （なし）                                                                                               |
| 特集4 | 1月27日        | クッキンアイドル アイ!マイ!まいん! リクエストスペシャル!!        | 視聴者からの質問やリクエストの葉書を元に過去の放送を振り返り、関連情報を紹介する。 （VTR内での屋外ロケ(都内)は初めてテルが担当した）曲のリクエストにもこたえた。月曜日はテーマ「スイーツ」 クレープをじょうずに焼くコツ ケーキ屋さんの取材・デコレーション披露とまいんの似顔絵ケーキの登場。 火曜日はスパゲッティ・アルデンテのゆで方 パスタの名前と種類 おもしろいメン（横浜中華街の刀削麺、西日暮里の手打麺）の紹介。 水曜日はフライパンパエリアをおいしく作るポイント かっぱ橋道具街の取材と道具の紹介 アクをとる理由。 木曜日は目玉焼きにかける調味料 しょうゆとソースの違いと作り方の紹介 おすすめの手作りお菓子 サラダ油についての取材 いろんな衣装スタイル。 金曜日は日本にある野菜の数と青果市場の取材 ブロッコリーツリーサラダのおさらいと野菜のゆで方。                                             | 煮込んでスマイル                                                                                                   | （なし）                                                                                               |
| 特集4 | 1月28日        | クッキンアイドル アイ!マイ!まいん! リクエストスペシャル!!        | 視聴者からの質問やリクエストの葉書を元に過去の放送を振り返り、関連情報を紹介する。 （VTR内での屋外ロケ(都内)は初めてテルが担当した）曲のリクエストにもこたえた。月曜日はテーマ「スイーツ」 クレープをじょうずに焼くコツ ケーキ屋さんの取材・デコレーション披露とまいんの似顔絵ケーキの登場。 火曜日はスパゲッティ・アルデンテのゆで方 パスタの名前と種類 おもしろいメン（横浜中華街の刀削麺、西日暮里の手打麺）の紹介。 水曜日はフライパンパエリアをおいしく作るポイント かっぱ橋道具街の取材と道具の紹介 アクをとる理由。 木曜日は目玉焼きにかける調味料 しょうゆとソースの違いと作り方の紹介 おすすめの手作りお菓子 サラダ油についての取材 いろんな衣装スタイル。 金曜日は日本にある野菜の数と青果市場の取材 ブロッコリーツリーサラダのおさらいと野菜のゆで方。                                             | マジカルオーブン おイモ音頭 パリパリパリジェンヌ ニイハオメン まいんのハッピークリスマス （※メドレー(上から順に)） | （なし）                                                                                               |
| 特集4 | 1月29日        | クッキンアイドル アイ!マイ!まいん! リクエストスペシャル!!        | 視聴者からの質問やリクエストの葉書を元に過去の放送を振り返り、関連情報を紹介する。 （VTR内での屋外ロケ(都内)は初めてテルが担当した）曲のリクエストにもこたえた。月曜日はテーマ「スイーツ」 クレープをじょうずに焼くコツ ケーキ屋さんの取材・デコレーション披露とまいんの似顔絵ケーキの登場。 火曜日はスパゲッティ・アルデンテのゆで方 パスタの名前と種類 おもしろいメン（横浜中華街の刀削麺、西日暮里の手打麺）の紹介。 水曜日はフライパンパエリアをおいしく作るポイント かっぱ橋道具街の取材と道具の紹介 アクをとる理由。 木曜日は目玉焼きにかける調味料 しょうゆとソースの違いと作り方の紹介 おすすめの手作りお菓子 サラダ油についての取材 いろんな衣装スタイル。 金曜日は日本にある野菜の数と青果市場の取材 ブロッコリーツリーサラダのおさらいと野菜のゆで方。                                             | タマゴはアイドル                                                                                                   | （なし）                                                                                               |
| 特集5 | 3月1日         | まいんの大冒険スペシャル! 春のおいしいもの探し!!                 | 春の美味しいものを探しに九州・鹿児島へロケ（4日のみ宮崎県もロケ）。1日の出来事をアルバムに。 月曜日は菜の花 馬鈴薯堀とジャガイモ料理。 火曜日は遊覧船でウミガメ発見 足湯 桜色のかんぱち料理（おさしみ、のどのから揚げ、そぼろ丼）を賞味。 水曜日は砂むし風呂 スナップエンドウ たけのこ堀とたけのこ料理（煮物、たけのこご飯、かき揚）を賞味。 木曜日は黒酢 日向夏の収穫と料理（日向夏のゼリー、日向夏の皮のさとう煮）。 金曜日は集めた食材でスペシャル料理。 | さあ でかけよう | ポテトサラダの肉つつみ揚げ                                                                             |
| 特集5 | 3月2日         | まいんの大冒険スペシャル! 春のおいしいもの探し!!                 | 春の美味しいものを探しに九州・鹿児島へロケ（4日のみ宮崎県もロケ）。1日の出来事をアルバムに。 月曜日は菜の花 馬鈴薯堀とジャガイモ料理。 火曜日は遊覧船でウミガメ発見 足湯 桜色のかんぱち料理（おさしみ、のどのから揚げ、そぼろ丼）を賞味。 水曜日は砂むし風呂 スナップエンドウ たけのこ堀とたけのこ料理（煮物、たけのこご飯、かき揚）を賞味。 木曜日は黒酢 日向夏の収穫と料理（日向夏のゼリー、日向夏の皮のさとう煮）。 金曜日は集めた食材でスペシャル料理。 | さあ でかけよう | （なし）                                                                                               |
| 特集5 | 3月3日         | まいんの大冒険スペシャル! 春のおいしいもの探し!!                 | 春の美味しいものを探しに九州・鹿児島へロケ（4日のみ宮崎県もロケ）。1日の出来事をアルバムに。 月曜日は菜の花 馬鈴薯堀とジャガイモ料理。 火曜日は遊覧船でウミガメ発見 足湯 桜色のかんぱち料理（おさしみ、のどのから揚げ、そぼろ丼）を賞味。 水曜日は砂むし風呂 スナップエンドウ たけのこ堀とたけのこ料理（煮物、たけのこご飯、かき揚）を賞味。 木曜日は黒酢 日向夏の収穫と料理（日向夏のゼリー、日向夏の皮のさとう煮）。 金曜日は集めた食材でスペシャル料理。 | さあ でかけよう | （たけのこのホイル焼き）                                                                               |
| 特集5 | 3月4日         | まいんの大冒険スペシャル! 春のおいしいもの探し!!                 | 春の美味しいものを探しに九州・鹿児島へロケ（4日のみ宮崎県もロケ）。1日の出来事をアルバムに。 月曜日は菜の花 馬鈴薯堀とジャガイモ料理。 火曜日は遊覧船でウミガメ発見 足湯 桜色のかんぱち料理（おさしみ、のどのから揚げ、そぼろ丼）を賞味。 水曜日は砂むし風呂 スナップエンドウ たけのこ堀とたけのこ料理（煮物、たけのこご飯、かき揚）を賞味。 木曜日は黒酢 日向夏の収穫と料理（日向夏のゼリー、日向夏の皮のさとう煮）。 金曜日は集めた食材でスペシャル料理。 | さあ でかけよう | （りんご黒酢の牛乳割りドリンク） （りんご黒酢のはちみつ割りドリンク）                                  |
| 特集5 | 3月5日         | まいんの大冒険スペシャル! 春のおいしいもの探し!!                 | 春の美味しいものを探しに九州・鹿児島へロケ（4日のみ宮崎県もロケ）。1日の出来事をアルバムに。 月曜日は菜の花 馬鈴薯堀とジャガイモ料理。 火曜日は遊覧船でウミガメ発見 足湯 桜色のかんぱち料理（おさしみ、のどのから揚げ、そぼろ丼）を賞味。 水曜日は砂むし風呂 スナップエンドウ たけのこ堀とたけのこ料理（煮物、たけのこご飯、かき揚）を賞味。 木曜日は黒酢 日向夏の収穫と料理（日向夏のゼリー、日向夏の皮のさとう煮）。 金曜日は集めた食材でスペシャル料理。 | ごちゃまぜ片思い                                                                                                   | 春のスペシャルプレート- 黒酢入りポテサラサンド - 春のおさしみサラダ - （りんご黒酢の牛乳割りドリンク） |

### 2010年度
| 回数   | 初回放送日     | タイトル                                                             | 概要 | 挿入歌                                                      | 作中番組で作った料理                    |
| ------ | -------------- | -------------------------------------------------------------------- | --- | ----------------------------------------------------------- | --------------------------------------- |
| 特集6  | 2010年 5月24日 | まいんの大冒険スペシャル! 千葉県でおいしいもの探し!!                 | 千葉県でロケ。 千葉県内の各地をめぐりながら、おいしいもの探し。 1日の出来事を絵日記に。 月曜日は料理の神様・高家神社へお参り 田植え体験。 火曜日はあらもの屋 せんべい作り体験 銚子電気鉄道、市原ぞうの国 しょうゆ工場見学。 水曜日はつり体験 みりん干し作り おさかなパーティで魚料理を賞味。 木曜日は朝市 びわの収穫 ガラス工芸の器制作。 金曜日は集めた食材でスペシャル料理。 | さあでかけよう                                              | （おにぎり）                            |
| 特集6  | 5月25日        | まいんの大冒険スペシャル! 千葉県でおいしいもの探し!!                 | 千葉県でロケ。 千葉県内の各地をめぐりながら、おいしいもの探し。 1日の出来事を絵日記に。 月曜日は料理の神様・高家神社へお参り 田植え体験。 火曜日はあらもの屋 せんべい作り体験 銚子電気鉄道、市原ぞうの国 しょうゆ工場見学。 水曜日はつり体験 みりん干し作り おさかなパーティで魚料理を賞味。 木曜日は朝市 びわの収穫 ガラス工芸の器制作。 金曜日は集めた食材でスペシャル料理。 | さあでかけよう                                              | （ぞうのごはん）                        |
| 特集6  | 5月26日        | まいんの大冒険スペシャル! 千葉県でおいしいもの探し!!                 | 千葉県でロケ。 千葉県内の各地をめぐりながら、おいしいもの探し。 1日の出来事を絵日記に。 月曜日は料理の神様・高家神社へお参り 田植え体験。 火曜日はあらもの屋 せんべい作り体験 銚子電気鉄道、市原ぞうの国 しょうゆ工場見学。 水曜日はつり体験 みりん干し作り おさかなパーティで魚料理を賞味。 木曜日は朝市 びわの収穫 ガラス工芸の器制作。 金曜日は集めた食材でスペシャル料理。 | さあでかけよう                                              | （なし）                                |
| 特集6  | 5月27日        | まいんの大冒険スペシャル! 千葉県でおいしいもの探し!!                 | 千葉県でロケ。 千葉県内の各地をめぐりながら、おいしいもの探し。 1日の出来事を絵日記に。 月曜日は料理の神様・高家神社へお参り 田植え体験。 火曜日はあらもの屋 せんべい作り体験 銚子電気鉄道、市原ぞうの国 しょうゆ工場見学。 水曜日はつり体験 みりん干し作り おさかなパーティで魚料理を賞味。 木曜日は朝市 びわの収穫 ガラス工芸の器制作。 金曜日は集めた食材でスペシャル料理。 | さあでかけよう                                              | （なし）                                |
| 特集6  | 5月28日        | まいんの大冒険スペシャル! 千葉県でおいしいもの探し!!                 | 千葉県でロケ。 千葉県内の各地をめぐりながら、おいしいもの探し。 1日の出来事を絵日記に。 月曜日は料理の神様・高家神社へお参り 田植え体験。 火曜日はあらもの屋 せんべい作り体験 銚子電気鉄道、市原ぞうの国 しょうゆ工場見学。 水曜日はつり体験 みりん干し作り おさかなパーティで魚料理を賞味。 木曜日は朝市 びわの収穫 ガラス工芸の器制作。 金曜日は集めた食材でスペシャル料理。 | クッキンマーチ                                              | ニコニコごはんリゾット風                |
| 特集7  | 7月26日        | まいんとキャプテン シェイクの クッキンフレンズスペシャル             | 視聴者から寄せられた質問にまいんが答える。 過去の放送の振り返りや各種情報を紹介。 歌のリクエスト人気ランキングベスト5の発表。 （※＝ダイジェストで5位から順に）月曜日はまいんが一番困ること・おおばやしの紹介やまね 不思議だと思っていること・ADこばやしの変身と紹介 芸能界で一番尊敬している人・海山田亀次郎の紹介。 火曜日はきなこの紹介 やすのしんの夢 まいんの作った好きなスイーツベスト3 おみやげスイーツ。 水曜日は一番のなかよし・みちかの紹介 一番お世話になっている人・ゆりあ社長の紹介 そぼろの作り方おさらい ふりかけの作り方。 木曜日はレイアからのプレゼント まいんのスペシャル技・テーブルクロス引き とくまるからシェイクへの果たし状 歌のリクエストランキング4位と5位。 金曜日は妖精リーダー・スピカと妖精界の紹介 ゆうさく・ゆきの・ゆま達とどうしたら野菜が好きになるか 歌のリクエストランキング3位から1位 いままで作った料理の紹介。 | ミラクル☆メロディハーモニー                                 | （なし）                                |
| 特集7  | 7月27日        | まいんとキャプテン シェイクの クッキンフレンズスペシャル             | 視聴者から寄せられた質問にまいんが答える。 過去の放送の振り返りや各種情報を紹介。 歌のリクエスト人気ランキングベスト5の発表。 （※＝ダイジェストで5位から順に）月曜日はまいんが一番困ること・おおばやしの紹介やまね 不思議だと思っていること・ADこばやしの変身と紹介 芸能界で一番尊敬している人・海山田亀次郎の紹介。 火曜日はきなこの紹介 やすのしんの夢 まいんの作った好きなスイーツベスト3 おみやげスイーツ。 水曜日は一番のなかよし・みちかの紹介 一番お世話になっている人・ゆりあ社長の紹介 そぼろの作り方おさらい ふりかけの作り方。 木曜日はレイアからのプレゼント まいんのスペシャル技・テーブルクロス引き とくまるからシェイクへの果たし状 歌のリクエストランキング4位と5位。 金曜日は妖精リーダー・スピカと妖精界の紹介 ゆうさく・ゆきの・ゆま達とどうしたら野菜が好きになるか 歌のリクエストランキング3位から1位 いままで作った料理の紹介。 | ミラクルを待ってる                                          | ミルクキャラメル                        |
| 特集7  | 7月28日        | まいんとキャプテン シェイクの クッキンフレンズスペシャル             | 視聴者から寄せられた質問にまいんが答える。 過去の放送の振り返りや各種情報を紹介。 歌のリクエスト人気ランキングベスト5の発表。 （※＝ダイジェストで5位から順に）月曜日はまいんが一番困ること・おおばやしの紹介やまね 不思議だと思っていること・ADこばやしの変身と紹介 芸能界で一番尊敬している人・海山田亀次郎の紹介。 火曜日はきなこの紹介 やすのしんの夢 まいんの作った好きなスイーツベスト3 おみやげスイーツ。 水曜日は一番のなかよし・みちかの紹介 一番お世話になっている人・ゆりあ社長の紹介 そぼろの作り方おさらい ふりかけの作り方。 木曜日はレイアからのプレゼント まいんのスペシャル技・テーブルクロス引き とくまるからシェイクへの果たし状 歌のリクエストランキング4位と5位。 金曜日は妖精リーダー・スピカと妖精界の紹介 ゆうさく・ゆきの・ゆま達とどうしたら野菜が好きになるか 歌のリクエストランキング3位から1位 いままで作った料理の紹介。 | すりすりスリル                                              | まいんのハッピー☆ふりかけ               |
| 特集7  | 7月29日        | まいんとキャプテン シェイクの クッキンフレンズスペシャル             | 視聴者から寄せられた質問にまいんが答える。 過去の放送の振り返りや各種情報を紹介。 歌のリクエスト人気ランキングベスト5の発表。 （※＝ダイジェストで5位から順に）月曜日はまいんが一番困ること・おおばやしの紹介やまね 不思議だと思っていること・ADこばやしの変身と紹介 芸能界で一番尊敬している人・海山田亀次郎の紹介。 火曜日はきなこの紹介 やすのしんの夢 まいんの作った好きなスイーツベスト3 おみやげスイーツ。 水曜日は一番のなかよし・みちかの紹介 一番お世話になっている人・ゆりあ社長の紹介 そぼろの作り方おさらい ふりかけの作り方。 木曜日はレイアからのプレゼント まいんのスペシャル技・テーブルクロス引き とくまるからシェイクへの果たし状 歌のリクエストランキング4位と5位。 金曜日は妖精リーダー・スピカと妖精界の紹介 ゆうさく・ゆきの・ゆま達とどうしたら野菜が好きになるか 歌のリクエストランキング3位から1位 いままで作った料理の紹介。 | こねこねネコだゾウ※ さあ炒めよう※                           | （なし）                                |
| 特集7  | 7月30日        | まいんとキャプテン シェイクの クッキンフレンズスペシャル             | 視聴者から寄せられた質問にまいんが答える。 過去の放送の振り返りや各種情報を紹介。 歌のリクエスト人気ランキングベスト5の発表。 （※＝ダイジェストで5位から順に）月曜日はまいんが一番困ること・おおばやしの紹介やまね 不思議だと思っていること・ADこばやしの変身と紹介 芸能界で一番尊敬している人・海山田亀次郎の紹介。 火曜日はきなこの紹介 やすのしんの夢 まいんの作った好きなスイーツベスト3 おみやげスイーツ。 水曜日は一番のなかよし・みちかの紹介 一番お世話になっている人・ゆりあ社長の紹介 そぼろの作り方おさらい ふりかけの作り方。 木曜日はレイアからのプレゼント まいんのスペシャル技・テーブルクロス引き とくまるからシェイクへの果たし状 歌のリクエストランキング4位と5位。 金曜日は妖精リーダー・スピカと妖精界の紹介 ゆうさく・ゆきの・ゆま達とどうしたら野菜が好きになるか 歌のリクエストランキング3位から1位 いままで作った料理の紹介。 | マジカルオーブン※ ときめきデコレーション※ チョコレートチア※ | （なし）                                |
| 特集8  | 10月11日       | まいんの大冒険スペシャル! 宮城県のおいしいものでスペシャルどんぶり!! | 宮城県でロケ。 | さあでかけよう                                              | りんごのバターソテー                    |
| 特集8  | 10月12日       | まいんの大冒険スペシャル! 宮城県のおいしいものでスペシャルどんぶり!! | 宮城県でロケ。 | さあでかけよう                                              | （なし）                                |
| 特集8  | 10月13日       | まいんの大冒険スペシャル! 宮城県のおいしいものでスペシャルどんぶり!! | 宮城県でロケ。 | さあでかけよう                                              | あぶらふどんぶり                        |
| 特集8  | 10月14日       | まいんの大冒険スペシャル! 宮城県のおいしいものでスペシャルどんぶり!! | 宮城県でロケ。 | さあでかけよう                                              | （なし）                                |
| 特集8  | 10月15日       | まいんの大冒険スペシャル! 宮城県のおいしいものでスペシャルどんぶり!! | 宮城県でロケ。 | 青空にジュワッ!                                             | まいんのスペシャル!宮城どんぶり         |
| 特集9  | 2011年 1月24日 | クッキンアイドル アイ!マイ!まいん! リクエストスペシャル!!            | 視聴者から寄せられた疑問・質問・リクエストにまいんが答える。 過去の放送の振り返りや各種情報を紹介。 「きょうのおやつ」 など、曲とテーマにあわせていままでの料理の映像を流す。 月曜日はテーマ「まぜまぜ」 お料理でいちばん好きなこと いろんなまぜまぜの紹介・ふわふわのオムライスと飴作り・トルコのアイス・納豆。 火曜日は楽しいおやつ どうして「ひらめきキラメキ」できるの？と「変身」。 水曜日は火を使わない料理 「そだててみよう やさいのあかちゃん!」とスプラウトの紹介・観察日記・サラダ 「まいんのお料理カレンダー」1月から4月・おせち料理の意味。 木曜日は妖精・ブラウニーの紹介 「まいんのお料理カレンダー」5月から8月。 金曜日は「まいんのお料理カレンダー」9月から12月 全国おいしいもの探し総集編 | グルグルパーティー                                          | まぜまぜレアチーズケーキ                |
| 特集9  | 1月25日        | クッキンアイドル アイ!マイ!まいん! リクエストスペシャル!!            | 視聴者から寄せられた疑問・質問・リクエストにまいんが答える。 過去の放送の振り返りや各種情報を紹介。 「きょうのおやつ」 など、曲とテーマにあわせていままでの料理の映像を流す。 月曜日はテーマ「まぜまぜ」 お料理でいちばん好きなこと いろんなまぜまぜの紹介・ふわふわのオムライスと飴作り・トルコのアイス・納豆。 火曜日は楽しいおやつ どうして「ひらめきキラメキ」できるの？と「変身」。 水曜日は火を使わない料理 「そだててみよう やさいのあかちゃん!」とスプラウトの紹介・観察日記・サラダ 「まいんのお料理カレンダー」1月から4月・おせち料理の意味。 木曜日は妖精・ブラウニーの紹介 「まいんのお料理カレンダー」5月から8月。 金曜日は「まいんのお料理カレンダー」9月から12月 全国おいしいもの探し総集編 | あっぱれ節                                                  | カステラボール                          |
| 特集9  | 1月26日        | クッキンアイドル アイ!マイ!まいん! リクエストスペシャル!!            | 視聴者から寄せられた疑問・質問・リクエストにまいんが答える。 過去の放送の振り返りや各種情報を紹介。 「きょうのおやつ」 など、曲とテーマにあわせていままでの料理の映像を流す。 月曜日はテーマ「まぜまぜ」 お料理でいちばん好きなこと いろんなまぜまぜの紹介・ふわふわのオムライスと飴作り・トルコのアイス・納豆。 火曜日は楽しいおやつ どうして「ひらめきキラメキ」できるの？と「変身」。 水曜日は火を使わない料理 「そだててみよう やさいのあかちゃん!」とスプラウトの紹介・観察日記・サラダ 「まいんのお料理カレンダー」1月から4月・おせち料理の意味。 木曜日は妖精・ブラウニーの紹介 「まいんのお料理カレンダー」5月から8月。 金曜日は「まいんのお料理カレンダー」9月から12月 全国おいしいもの探し総集編 | まいんのハッピークリスマス                                  | シュガートースト ブロッコリースプラウト |
| 特集9  | 1月27日        | クッキンアイドル アイ!マイ!まいん! リクエストスペシャル!!            | 視聴者から寄せられた疑問・質問・リクエストにまいんが答える。 過去の放送の振り返りや各種情報を紹介。 「きょうのおやつ」 など、曲とテーマにあわせていままでの料理の映像を流す。 月曜日はテーマ「まぜまぜ」 お料理でいちばん好きなこと いろんなまぜまぜの紹介・ふわふわのオムライスと飴作り・トルコのアイス・納豆。 火曜日は楽しいおやつ どうして「ひらめきキラメキ」できるの？と「変身」。 水曜日は火を使わない料理 「そだててみよう やさいのあかちゃん!」とスプラウトの紹介・観察日記・サラダ 「まいんのお料理カレンダー」1月から4月・おせち料理の意味。 木曜日は妖精・ブラウニーの紹介 「まいんのお料理カレンダー」5月から8月。 金曜日は「まいんのお料理カレンダー」9月から12月 全国おいしいもの探し総集編 | ハッピーレシピ （アニメ）                                   | こんがりバナナ                          |
| 特集9  | 1月28日        | クッキンアイドル アイ!マイ!まいん! リクエストスペシャル!!            | 視聴者から寄せられた疑問・質問・リクエストにまいんが答える。 過去の放送の振り返りや各種情報を紹介。 「きょうのおやつ」 など、曲とテーマにあわせていままでの料理の映像を流す。 月曜日はテーマ「まぜまぜ」 お料理でいちばん好きなこと いろんなまぜまぜの紹介・ふわふわのオムライスと飴作り・トルコのアイス・納豆。 火曜日は楽しいおやつ どうして「ひらめきキラメキ」できるの？と「変身」。 水曜日は火を使わない料理 「そだててみよう やさいのあかちゃん!」とスプラウトの紹介・観察日記・サラダ 「まいんのお料理カレンダー」1月から4月・おせち料理の意味。 木曜日は妖精・ブラウニーの紹介 「まいんのお料理カレンダー」5月から8月。 金曜日は「まいんのお料理カレンダー」9月から12月 全国おいしいもの探し総集編 | さあでかけよう                                              | （なし）                                |
| 特集10 | 2月28日        | クッキンアイドル アイ!マイ!まいん! リクエストスペシャル!!            | 視聴者から寄せられた疑問・質問・リクエストにまいんが答える。 それぞれの日ごとに「まき♥マキ」「商店街」「鎌倉」「かさねる」「ゆめ」の各テーマに沿って進行。月曜日は一番ハマッていること 思い出に残っている「つつむ」 かざり餃子の紹介と試食。 火曜日はテーマ「商店街」戸越銀座商店街の取材 だんご屋さんでだんごづくり体験・肉屋さん・魚屋さん・かまぼこ屋さんとあげかまぼこ料理づくり。 水曜日はテーマ「鎌倉」神奈川県鎌倉市でかまくら野菜の取材・いろいろな種類のにんじん・ターザイ・わさび菜ほか 藤沢市でいかを賞味 鎌倉市の海岸でわかめの収穫。 木曜日はテーマ「かさねる」思い出に残っているかさねると20段重ねの料理紹介ほか。 金曜日はテーマ「ゆめ」まいんのたべたい！しりたい！やってみたい！クレープ屋さんとパン屋さんの取材 にがおえパンの紹介と制作                                                                                            | ときめきクルン!                                             | （なし）                                |
| 特集10 | 3月1日         | クッキンアイドル アイ!マイ!まいん! リクエストスペシャル!!            | 視聴者から寄せられた疑問・質問・リクエストにまいんが答える。 それぞれの日ごとに「まき♥マキ」「商店街」「鎌倉」「かさねる」「ゆめ」の各テーマに沿って進行。月曜日は一番ハマッていること 思い出に残っている「つつむ」 かざり餃子の紹介と試食。 火曜日はテーマ「商店街」戸越銀座商店街の取材 だんご屋さんでだんごづくり体験・肉屋さん・魚屋さん・かまぼこ屋さんとあげかまぼこ料理づくり。 水曜日はテーマ「鎌倉」神奈川県鎌倉市でかまくら野菜の取材・いろいろな種類のにんじん・ターザイ・わさび菜ほか 藤沢市でいかを賞味 鎌倉市の海岸でわかめの収穫。 木曜日はテーマ「かさねる」思い出に残っているかさねると20段重ねの料理紹介ほか。 金曜日はテーマ「ゆめ」まいんのたべたい！しりたい！やってみたい！クレープ屋さんとパン屋さんの取材 にがおえパンの紹介と制作                                                                                            | ハッピーレシピ                                              | おでんコロッケ                          |
| 特集10 | 3月2日         | クッキンアイドル アイ!マイ!まいん! リクエストスペシャル!!            | 視聴者から寄せられた疑問・質問・リクエストにまいんが答える。 それぞれの日ごとに「まき♥マキ」「商店街」「鎌倉」「かさねる」「ゆめ」の各テーマに沿って進行。月曜日は一番ハマッていること 思い出に残っている「つつむ」 かざり餃子の紹介と試食。 火曜日はテーマ「商店街」戸越銀座商店街の取材 だんご屋さんでだんごづくり体験・肉屋さん・魚屋さん・かまぼこ屋さんとあげかまぼこ料理づくり。 水曜日はテーマ「鎌倉」神奈川県鎌倉市でかまくら野菜の取材・いろいろな種類のにんじん・ターザイ・わさび菜ほか 藤沢市でいかを賞味 鎌倉市の海岸でわかめの収穫。 木曜日はテーマ「かさねる」思い出に残っているかさねると20段重ねの料理紹介ほか。 金曜日はテーマ「ゆめ」まいんのたべたい！しりたい！やってみたい！クレープ屋さんとパン屋さんの取材 にがおえパンの紹介と制作                                                                                            | ミラクルを待っている                                        | （なし）                                |
| 特集10 | 3月3日         | クッキンアイドル アイ!マイ!まいん! リクエストスペシャル!!            | 視聴者から寄せられた疑問・質問・リクエストにまいんが答える。 それぞれの日ごとに「まき♥マキ」「商店街」「鎌倉」「かさねる」「ゆめ」の各テーマに沿って進行。月曜日は一番ハマッていること 思い出に残っている「つつむ」 かざり餃子の紹介と試食。 火曜日はテーマ「商店街」戸越銀座商店街の取材 だんご屋さんでだんごづくり体験・肉屋さん・魚屋さん・かまぼこ屋さんとあげかまぼこ料理づくり。 水曜日はテーマ「鎌倉」神奈川県鎌倉市でかまくら野菜の取材・いろいろな種類のにんじん・ターザイ・わさび菜ほか 藤沢市でいかを賞味 鎌倉市の海岸でわかめの収穫。 木曜日はテーマ「かさねる」思い出に残っているかさねると20段重ねの料理紹介ほか。 金曜日はテーマ「ゆめ」まいんのたべたい！しりたい！やってみたい！クレープ屋さんとパン屋さんの取材 にがおえパンの紹介と制作                                                                                            | かさねてファンタジー                                        | シェイクスペシャルサンドイッチ          |
| 特集10 | 3月4日         | クッキンアイドル アイ!マイ!まいん! リクエストスペシャル!!            | 視聴者から寄せられた疑問・質問・リクエストにまいんが答える。 それぞれの日ごとに「まき♥マキ」「商店街」「鎌倉」「かさねる」「ゆめ」の各テーマに沿って進行。月曜日は一番ハマッていること 思い出に残っている「つつむ」 かざり餃子の紹介と試食。 火曜日はテーマ「商店街」戸越銀座商店街の取材 だんご屋さんでだんごづくり体験・肉屋さん・魚屋さん・かまぼこ屋さんとあげかまぼこ料理づくり。 水曜日はテーマ「鎌倉」神奈川県鎌倉市でかまくら野菜の取材・いろいろな種類のにんじん・ターザイ・わさび菜ほか 藤沢市でいかを賞味 鎌倉市の海岸でわかめの収穫。 木曜日はテーマ「かさねる」思い出に残っているかさねると20段重ねの料理紹介ほか。 金曜日はテーマ「ゆめ」まいんのたべたい！しりたい！やってみたい！クレープ屋さんとパン屋さんの取材 にがおえパンの紹介と制作                                                                                            | スイーツプリンセス                                          | （なし）                                |

### 2011年度
| 回数   | 初回放送日     | タイトル                                                    | 概要 | 挿入歌                                       | 作中番組で作った料理 はじめてクッキン!テーマ わくわくキッチンコーデテーマ |
| ------ | -------------- | ----------------------------------------------------------- | --- | -------------------------------------------- | ------------------------------------------------------------------------- |
| 特集11 | 2011年 4月25日 | まいんの大冒険スペシャル! どきどきわくわくおいしいもの探し! | 関門海峡と山口県でロケ。 一日あった事をまとめた壁新聞「おいしいもの通信」を作る。 取材先と取り上げられた食材はフグ・関門海峡たこ（下関市・北九州市）、アスパラガス・ネギ（山陽小野田市）、シロウオ（萩市）、ナツミカン・瓦そば（萩市・下関市）。 1日の出来事を壁新聞にまとめる。 月曜日は魚市場見学 バナナの叩き売り体験 たこ漁見学とたこ料理の賞味。 火曜日はねぎ畑見学と料理 アスパラガス収穫体験。 水曜日は旧湯川家屋敷と萩焼見学 シロウオ漁と料理。 木曜日は千枚皿見学 夏みかん収穫体験 瓦そば賞味。 金曜日は瓦そばをヒントに集めた食材でスペシャル料理を作り、「はじめてクッキン!」でひなが焼きそばを炒めるときに使う特製ソースを作った。                        | （なし）                                     | （なし）                                                                  |
| 特集11 | 4月26日        | まいんの大冒険スペシャル! どきどきわくわくおいしいもの探し! | 関門海峡と山口県でロケ。 一日あった事をまとめた壁新聞「おいしいもの通信」を作る。 取材先と取り上げられた食材はフグ・関門海峡たこ（下関市・北九州市）、アスパラガス・ネギ（山陽小野田市）、シロウオ（萩市）、ナツミカン・瓦そば（萩市・下関市）。 1日の出来事を壁新聞にまとめる。 月曜日は魚市場見学 バナナの叩き売り体験 たこ漁見学とたこ料理の賞味。 火曜日はねぎ畑見学と料理 アスパラガス収穫体験。 水曜日は旧湯川家屋敷と萩焼見学 シロウオ漁と料理。 木曜日は千枚皿見学 夏みかん収穫体験 瓦そば賞味。 金曜日は瓦そばをヒントに集めた食材でスペシャル料理を作り、「はじめてクッキン!」でひなが焼きそばを炒めるときに使う特製ソースを作った。                        | 夢にむかって （※「虹のむこうへ」のアレンジ） | かんたんねぎ焼き                                                          |
| 特集11 | 4月27日        | まいんの大冒険スペシャル! どきどきわくわくおいしいもの探し! | 関門海峡と山口県でロケ。 一日あった事をまとめた壁新聞「おいしいもの通信」を作る。 取材先と取り上げられた食材はフグ・関門海峡たこ（下関市・北九州市）、アスパラガス・ネギ（山陽小野田市）、シロウオ（萩市）、ナツミカン・瓦そば（萩市・下関市）。 1日の出来事を壁新聞にまとめる。 月曜日は魚市場見学 バナナの叩き売り体験 たこ漁見学とたこ料理の賞味。 火曜日はねぎ畑見学と料理 アスパラガス収穫体験。 水曜日は旧湯川家屋敷と萩焼見学 シロウオ漁と料理。 木曜日は千枚皿見学 夏みかん収穫体験 瓦そば賞味。 金曜日は瓦そばをヒントに集めた食材でスペシャル料理を作り、「はじめてクッキン!」でひなが焼きそばを炒めるときに使う特製ソースを作った。                        | 夢にむかって                                 | シロウオのかきあげ                                                        |
| 特集11 | 4月28日        | まいんの大冒険スペシャル! どきどきわくわくおいしいもの探し! | 関門海峡と山口県でロケ。 一日あった事をまとめた壁新聞「おいしいもの通信」を作る。 取材先と取り上げられた食材はフグ・関門海峡たこ（下関市・北九州市）、アスパラガス・ネギ（山陽小野田市）、シロウオ（萩市）、ナツミカン・瓦そば（萩市・下関市）。 1日の出来事を壁新聞にまとめる。 月曜日は魚市場見学 バナナの叩き売り体験 たこ漁見学とたこ料理の賞味。 火曜日はねぎ畑見学と料理 アスパラガス収穫体験。 水曜日は旧湯川家屋敷と萩焼見学 シロウオ漁と料理。 木曜日は千枚皿見学 夏みかん収穫体験 瓦そば賞味。 金曜日は瓦そばをヒントに集めた食材でスペシャル料理を作り、「はじめてクッキン!」でひなが焼きそばを炒めるときに使う特製ソースを作った。                        | 夢にむかって                                 | （なし）                                                                  |
| 特集11 | 4月29日        | まいんの大冒険スペシャル! どきどきわくわくおいしいもの探し! | 関門海峡と山口県でロケ。 一日あった事をまとめた壁新聞「おいしいもの通信」を作る。 取材先と取り上げられた食材はフグ・関門海峡たこ（下関市・北九州市）、アスパラガス・ネギ（山陽小野田市）、シロウオ（萩市）、ナツミカン・瓦そば（萩市・下関市）。 1日の出来事を壁新聞にまとめる。 月曜日は魚市場見学 バナナの叩き売り体験 たこ漁見学とたこ料理の賞味。 火曜日はねぎ畑見学と料理 アスパラガス収穫体験。 水曜日は旧湯川家屋敷と萩焼見学 シロウオ漁と料理。 木曜日は千枚皿見学 夏みかん収穫体験 瓦そば賞味。 金曜日は瓦そばをヒントに集めた食材でスペシャル料理を作り、「はじめてクッキン!」でひなが焼きそばを炒めるときに使う特製ソースを作った。                        | ウキウキゆでルンバ                           | まいん風 おたのしみ焼きそば                                               |
| 特集12 | 7月25日        | まいんとキャプテン シェイクの クッキンフレンズスペシャル    | 視聴者から寄せられた質問にまいんが答えるコーナーとアウトドアクッキングスペシャルや今まで番組で歌って踊ったたくさんのクッキンソングから部門別にNo.1を決める「クッキンソンググランプリ」。月曜日はゆりあ社長からのおたより。火曜日はみちかとのエピソードとクッキンソンググランプリ「衣装部門」。水曜日は困っていることの質問とシェイクの新しい得意技、クッキンソンググランプリは「楽しかった歌」部門。木曜日は最近楽しかったことの質問、クッキンソンググランプリはダンス部門。金曜日は最近気になっていることはの質問と「はじめてクッキン」。 アウトドアクッキングスペシャルでは、アウトドアでできる料理を紹介。最終日には、今回作った料理でアウトドアパーティーを開催。 | ワクワク♡キッチンカーニバル                  | あそ棒パンとマシュマロサンド                                              |
| 特集12 | 7月26日        | まいんとキャプテン シェイクの クッキンフレンズスペシャル    | 視聴者から寄せられた質問にまいんが答えるコーナーとアウトドアクッキングスペシャルや今まで番組で歌って踊ったたくさんのクッキンソングから部門別にNo.1を決める「クッキンソンググランプリ」。月曜日はゆりあ社長からのおたより。火曜日はみちかとのエピソードとクッキンソンググランプリ「衣装部門」。水曜日は困っていることの質問とシェイクの新しい得意技、クッキンソンググランプリは「楽しかった歌」部門。木曜日は最近楽しかったことの質問、クッキンソンググランプリはダンス部門。金曜日は最近気になっていることはの質問と「はじめてクッキン」。 アウトドアクッキングスペシャルでは、アウトドアでできる料理を紹介。最終日には、今回作った料理でアウトドアパーティーを開催。 | スイーツプリンセス                           | ドラム缶ピザ                                                              |
| 特集12 | 7月27日        | まいんとキャプテン シェイクの クッキンフレンズスペシャル    | 視聴者から寄せられた質問にまいんが答えるコーナーとアウトドアクッキングスペシャルや今まで番組で歌って踊ったたくさんのクッキンソングから部門別にNo.1を決める「クッキンソンググランプリ」。月曜日はゆりあ社長からのおたより。火曜日はみちかとのエピソードとクッキンソンググランプリ「衣装部門」。水曜日は困っていることの質問とシェイクの新しい得意技、クッキンソンググランプリは「楽しかった歌」部門。木曜日は最近楽しかったことの質問、クッキンソンググランプリはダンス部門。金曜日は最近気になっていることはの質問と「はじめてクッキン」。 アウトドアクッキングスペシャルでは、アウトドアでできる料理を紹介。最終日には、今回作った料理でアウトドアパーティーを開催。 | キャベツはさみムシ                           | カンカン・チキン                                                          |
| 特集12 | 7月28日        | まいんとキャプテン シェイクの クッキンフレンズスペシャル    | 視聴者から寄せられた質問にまいんが答えるコーナーとアウトドアクッキングスペシャルや今まで番組で歌って踊ったたくさんのクッキンソングから部門別にNo.1を決める「クッキンソンググランプリ」。月曜日はゆりあ社長からのおたより。火曜日はみちかとのエピソードとクッキンソンググランプリ「衣装部門」。水曜日は困っていることの質問とシェイクの新しい得意技、クッキンソンググランプリは「楽しかった歌」部門。木曜日は最近楽しかったことの質問、クッキンソンググランプリはダンス部門。金曜日は最近気になっていることはの質問と「はじめてクッキン」。 アウトドアクッキングスペシャルでは、アウトドアでできる料理を紹介。最終日には、今回作った料理でアウトドアパーティーを開催。 | チョコレートチア                             | 青竹ミートローフと青竹ごはん                                              |
| 特集12 | 7月29日        | まいんとキャプテン シェイクの クッキンフレンズスペシャル    | 視聴者から寄せられた質問にまいんが答えるコーナーとアウトドアクッキングスペシャルや今まで番組で歌って踊ったたくさんのクッキンソングから部門別にNo.1を決める「クッキンソンググランプリ」。月曜日はゆりあ社長からのおたより。火曜日はみちかとのエピソードとクッキンソンググランプリ「衣装部門」。水曜日は困っていることの質問とシェイクの新しい得意技、クッキンソンググランプリは「楽しかった歌」部門。木曜日は最近楽しかったことの質問、クッキンソンググランプリはダンス部門。金曜日は最近気になっていることはの質問と「はじめてクッキン」。 アウトドアクッキングスペシャルでは、アウトドアでできる料理を紹介。最終日には、今回作った料理でアウトドアパーティーを開催。 | レッツクッキン!                              | 青竹バウムクーヘン めだま焼き                                             |
| 特集13 | 10月17日       | ニーハオ!台湾 まいんのハッピ・ハッピ・ハッピーツアー        | 台湾で収録しているクッキンアイドルへの出演と台湾でのコミックフェアのイベントの様子の紹介。イベント会場でもらったファンからの手紙の住所を訪ねて、出会った少女と一緒におばあちゃんのためにおいしい料理を作る。 月曜日はイベント会場の視察と台湾版番組の収録、夜市の紹介と海老すくいに挑戦。火曜日は台湾の夜市紹介「まいんが選んだ台湾の夜市スイーツベスト3」など。水曜日は台湾での朝ご飯、台湾のお土産、コミックフェアでのステージの様子。手紙主のファンをたずね、木曜日はその家族の紹介とふれあいの様子、金曜日に感謝の料理をつくる | （なし）                                     | （なし）                                                                  |
| 特集13 | 10月18日       | ニーハオ!台湾 まいんのハッピ・ハッピ・ハッピーツアー        | 台湾で収録しているクッキンアイドルへの出演と台湾でのコミックフェアのイベントの様子の紹介。イベント会場でもらったファンからの手紙の住所を訪ねて、出会った少女と一緒におばあちゃんのためにおいしい料理を作る。 月曜日はイベント会場の視察と台湾版番組の収録、夜市の紹介と海老すくいに挑戦。火曜日は台湾の夜市紹介「まいんが選んだ台湾の夜市スイーツベスト3」など。水曜日は台湾での朝ご飯、台湾のお土産、コミックフェアでのステージの様子。手紙主のファンをたずね、木曜日はその家族の紹介とふれあいの様子、金曜日に感謝の料理をつくる | （なし）                                     | （なし）                                                                  |
| 特集13 | 10月19日       | ニーハオ!台湾 まいんのハッピ・ハッピ・ハッピーツアー        | 台湾で収録しているクッキンアイドルへの出演と台湾でのコミックフェアのイベントの様子の紹介。イベント会場でもらったファンからの手紙の住所を訪ねて、出会った少女と一緒におばあちゃんのためにおいしい料理を作る。 月曜日はイベント会場の視察と台湾版番組の収録、夜市の紹介と海老すくいに挑戦。火曜日は台湾の夜市紹介「まいんが選んだ台湾の夜市スイーツベスト3」など。水曜日は台湾での朝ご飯、台湾のお土産、コミックフェアでのステージの様子。手紙主のファンをたずね、木曜日はその家族の紹介とふれあいの様子、金曜日に感謝の料理をつくる | （なし）                                     | （なし）                                                                  |
| 特集13 | 10月20日       | ニーハオ!台湾 まいんのハッピ・ハッピ・ハッピーツアー        | 台湾で収録しているクッキンアイドルへの出演と台湾でのコミックフェアのイベントの様子の紹介。イベント会場でもらったファンからの手紙の住所を訪ねて、出会った少女と一緒におばあちゃんのためにおいしい料理を作る。 月曜日はイベント会場の視察と台湾版番組の収録、夜市の紹介と海老すくいに挑戦。火曜日は台湾の夜市紹介「まいんが選んだ台湾の夜市スイーツベスト3」など。水曜日は台湾での朝ご飯、台湾のお土産、コミックフェアでのステージの様子。手紙主のファンをたずね、木曜日はその家族の紹介とふれあいの様子、金曜日に感謝の料理をつくる | （なし）                                     | （なし）                                                                  |
| 特集13 | 10月21日       | ニーハオ!台湾 まいんのハッピ・ハッピ・ハッピーツアー        | 台湾で収録しているクッキンアイドルへの出演と台湾でのコミックフェアのイベントの様子の紹介。イベント会場でもらったファンからの手紙の住所を訪ねて、出会った少女と一緒におばあちゃんのためにおいしい料理を作る。 月曜日はイベント会場の視察と台湾版番組の収録、夜市の紹介と海老すくいに挑戦。火曜日は台湾の夜市紹介「まいんが選んだ台湾の夜市スイーツベスト3」など。水曜日は台湾での朝ご飯、台湾のお土産、コミックフェアでのステージの様子。手紙主のファンをたずね、木曜日はその家族の紹介とふれあいの様子、金曜日に感謝の料理をつくる | （なし）                                     | えびたっぷりぎょうざ オレンジごはん手巻きずし                             |
| 特集14 | 2012年 1月23日 | まいんの大冒険スペシャル! 冬のおいしいもの探し!!            | 長野県でロケ。冬のおいしいものを集めてスペシャル料理を作る。 長野県のおいしいものの紹介。月曜日はおやき、くるみそば、火曜日はくるみとわかさぎで、野尻湖でわかさぎ釣りに挑戦し簡単な甘露煮を頂く、水曜日は吾平もちと米味噌工房で信州味噌、野沢温泉で調理専用の温泉と温泉卵、野沢菜漬け、木曜日はリンゴ、集荷所で選別のお手伝い、えのき茸。金曜日は長野の食材を駆使した料理を披露 | 夢にむかって                                 | おやき                                                                    |
| 特集14 | 1月24日        | まいんの大冒険スペシャル! 冬のおいしいもの探し!!            | 長野県でロケ。冬のおいしいものを集めてスペシャル料理を作る。 長野県のおいしいものの紹介。月曜日はおやき、くるみそば、火曜日はくるみとわかさぎで、野尻湖でわかさぎ釣りに挑戦し簡単な甘露煮を頂く、水曜日は吾平もちと米味噌工房で信州味噌、野沢温泉で調理専用の温泉と温泉卵、野沢菜漬け、木曜日はリンゴ、集荷所で選別のお手伝い、えのき茸。金曜日は長野の食材を駆使した料理を披露 | 夢にむかって                                 | わかさぎの簡単かんろ煮                                                    |
| 特集14 | 1月25日        | まいんの大冒険スペシャル! 冬のおいしいもの探し!!            | 長野県でロケ。冬のおいしいものを集めてスペシャル料理を作る。 長野県のおいしいものの紹介。月曜日はおやき、くるみそば、火曜日はくるみとわかさぎで、野尻湖でわかさぎ釣りに挑戦し簡単な甘露煮を頂く、水曜日は吾平もちと米味噌工房で信州味噌、野沢温泉で調理専用の温泉と温泉卵、野沢菜漬け、木曜日はリンゴ、集荷所で選別のお手伝い、えのき茸。金曜日は長野の食材を駆使した料理を披露 | 夢にむかって                                 | （なし）                                                                  |
| 特集14 | 1月26日        | まいんの大冒険スペシャル! 冬のおいしいもの探し!!            | 長野県でロケ。冬のおいしいものを集めてスペシャル料理を作る。 長野県のおいしいものの紹介。月曜日はおやき、くるみそば、火曜日はくるみとわかさぎで、野尻湖でわかさぎ釣りに挑戦し簡単な甘露煮を頂く、水曜日は吾平もちと米味噌工房で信州味噌、野沢温泉で調理専用の温泉と温泉卵、野沢菜漬け、木曜日はリンゴ、集荷所で選別のお手伝い、えのき茸。金曜日は長野の食材を駆使した料理を披露 | 夢にむかって                                 | えのきのめんたいこ炒め                                                    |
| 特集14 | 1月27日        | まいんの大冒険スペシャル! 冬のおいしいもの探し!!            | 長野県でロケ。冬のおいしいものを集めてスペシャル料理を作る。 長野県のおいしいものの紹介。月曜日はおやき、くるみそば、火曜日はくるみとわかさぎで、野尻湖でわかさぎ釣りに挑戦し簡単な甘露煮を頂く、水曜日は吾平もちと米味噌工房で信州味噌、野沢温泉で調理専用の温泉と温泉卵、野沢菜漬け、木曜日はリンゴ、集荷所で選別のお手伝い、えのき茸。金曜日は長野の食材を駆使した料理を披露 | ハートつなげて                               | まいん風!おやき                                                           |
| 特集15 | 3月5日         | クッキンアイドル アイ!マイ!まいん! リクエストスペシャル!!   | 視聴者から寄せられた疑問・質問・リクエストにまいんが答える。 番組開始時からの過去の放送を振り返り、各種情報を紹介。 月曜日のテーマはコロコロ、火曜日はトマトの皮を上手に剥く方法とPOPシェイクの作り方。水曜日は今までの季節の美味しいもの探しに行ったロケを振り返り。木曜日はお手伝いと包丁、ひなの「はじめてクッキン」振り返り。さらに水曜日と木曜日には「わくわくキッチンコーデ」と題して、お料理がもっと楽しくなるオリジナルアイテムの作り方を紹介。金曜日のテーマは「笑顔」。 | スマイルキッチン                             | コロコロフルーツヨーグルト                                                |
| 特集15 | 3月6日         | クッキンアイドル アイ!マイ!まいん! リクエストスペシャル!!   | 視聴者から寄せられた疑問・質問・リクエストにまいんが答える。 番組開始時からの過去の放送を振り返り、各種情報を紹介。 月曜日のテーマはコロコロ、火曜日はトマトの皮を上手に剥く方法とPOPシェイクの作り方。水曜日は今までの季節の美味しいもの探しに行ったロケを振り返り。木曜日はお手伝いと包丁、ひなの「はじめてクッキン」振り返り。さらに水曜日と木曜日には「わくわくキッチンコーデ」と題して、お料理がもっと楽しくなるオリジナルアイテムの作り方を紹介。金曜日のテーマは「笑顔」。 | はじけるPOPシェイク                          | POPシェイク                                                               |
| 特集15 | 3月7日         | クッキンアイドル アイ!マイ!まいん! リクエストスペシャル!!   | 視聴者から寄せられた疑問・質問・リクエストにまいんが答える。 番組開始時からの過去の放送を振り返り、各種情報を紹介。 月曜日のテーマはコロコロ、火曜日はトマトの皮を上手に剥く方法とPOPシェイクの作り方。水曜日は今までの季節の美味しいもの探しに行ったロケを振り返り。木曜日はお手伝いと包丁、ひなの「はじめてクッキン」振り返り。さらに水曜日と木曜日には「わくわくキッチンコーデ」と題して、お料理がもっと楽しくなるオリジナルアイテムの作り方を紹介。金曜日のテーマは「笑顔」。 | （なし）                                     | タオルリボン作り                                                          |
| 特集15 | 3月8日         | クッキンアイドル アイ!マイ!まいん! リクエストスペシャル!!   | 視聴者から寄せられた疑問・質問・リクエストにまいんが答える。 番組開始時からの過去の放送を振り返り、各種情報を紹介。 月曜日のテーマはコロコロ、火曜日はトマトの皮を上手に剥く方法とPOPシェイクの作り方。水曜日は今までの季節の美味しいもの探しに行ったロケを振り返り。木曜日はお手伝いと包丁、ひなの「はじめてクッキン」振り返り。さらに水曜日と木曜日には「わくわくキッチンコーデ」と題して、お料理がもっと楽しくなるオリジナルアイテムの作り方を紹介。金曜日のテーマは「笑顔」。 | レッツクッキン!                              | ふろしきマイバッグ作り                                                    |
| 特集15 | 3月9日         | クッキンアイドル アイ!マイ!まいん! リクエストスペシャル!!   | 視聴者から寄せられた疑問・質問・リクエストにまいんが答える。 番組開始時からの過去の放送を振り返り、各種情報を紹介。 月曜日のテーマはコロコロ、火曜日はトマトの皮を上手に剥く方法とPOPシェイクの作り方。水曜日は今までの季節の美味しいもの探しに行ったロケを振り返り。木曜日はお手伝いと包丁、ひなの「はじめてクッキン」振り返り。さらに水曜日と木曜日には「わくわくキッチンコーデ」と題して、お料理がもっと楽しくなるオリジナルアイテムの作り方を紹介。金曜日のテーマは「笑顔」。 | ハートつなげて                               | 手作りマヨネーズを作ろう!                                                 |

### 2012年度
| 回数   | 初回放送日    | タイトル                                                  | 概要 | 挿入歌                                                                                   | 作中番組で作った料理 |
| ------ | ------------- | --------------------------------------------------------- | --- | ---------------------------------------------------------------------------------------- | --- |
| 特集16 | 2012年 5月7日 | クッキンアイドル アイ!マイ!まいん! リクエストスペシャル   | 視聴者から寄せられた疑問・質問・リクエストにまいんが答える。 曜日ごとに今日のテーマをそれぞれ設けて、テーマに沿った料理や情報を過去の放送回から紹介。 （月曜日「朝ごはん」、火曜日「変身」、水曜日「花」、木曜日「お弁当」、金曜日「いちご」） 水曜日には、お弁当の上手なつめかたの紹介。 金曜日には、あまいいちごの見分け方の紹介といちごクイズ。 料理（調味料）のさしすせそをクイズ形式で紹介。 水曜日と金曜日の放送回では、千葉県でロケ。 「お花料理にチャレンジ!」では、花を使った生春巻きを作った。 また、食用花を使った料理が紹介された。 | キッチンプリンセス                                                                       | トマトカップごはん キャンディーおにぎり カラフル目玉焼き クロワッサンフルーツサンド                                                                  |
| 特集16 | 5月8日        | クッキンアイドル アイ!マイ!まいん! リクエストスペシャル   | 視聴者から寄せられた疑問・質問・リクエストにまいんが答える。 曜日ごとに今日のテーマをそれぞれ設けて、テーマに沿った料理や情報を過去の放送回から紹介。 （月曜日「朝ごはん」、火曜日「変身」、水曜日「花」、木曜日「お弁当」、金曜日「いちご」） 水曜日には、お弁当の上手なつめかたの紹介。 金曜日には、あまいいちごの見分け方の紹介といちごクイズ。 料理（調味料）のさしすせそをクイズ形式で紹介。 水曜日と金曜日の放送回では、千葉県でロケ。 「お花料理にチャレンジ!」では、花を使った生春巻きを作った。 また、食用花を使った料理が紹介された。 | あっぱれ節                                                                               | きのこのオレンジ炊き込みごはん くるりん☆ポテサラロールサンド クリスマスのピザ風チキン                                                                |
| 特集16 | 5月9日        | クッキンアイドル アイ!マイ!まいん! リクエストスペシャル   | 視聴者から寄せられた疑問・質問・リクエストにまいんが答える。 曜日ごとに今日のテーマをそれぞれ設けて、テーマに沿った料理や情報を過去の放送回から紹介。 （月曜日「朝ごはん」、火曜日「変身」、水曜日「花」、木曜日「お弁当」、金曜日「いちご」） 水曜日には、お弁当の上手なつめかたの紹介。 金曜日には、あまいいちごの見分け方の紹介といちごクイズ。 料理（調味料）のさしすせそをクイズ形式で紹介。 水曜日と金曜日の放送回では、千葉県でロケ。 「お花料理にチャレンジ!」では、花を使った生春巻きを作った。 また、食用花を使った料理が紹介された。 | きらめくカラフル                                                                         | お花ハンバーグ お花サラダおいなり お花のり巻き お花キッシュ                                                                                          |
| 特集16 | 5月10日       | クッキンアイドル アイ!マイ!まいん! リクエストスペシャル   | 視聴者から寄せられた疑問・質問・リクエストにまいんが答える。 曜日ごとに今日のテーマをそれぞれ設けて、テーマに沿った料理や情報を過去の放送回から紹介。 （月曜日「朝ごはん」、火曜日「変身」、水曜日「花」、木曜日「お弁当」、金曜日「いちご」） 水曜日には、お弁当の上手なつめかたの紹介。 金曜日には、あまいいちごの見分け方の紹介といちごクイズ。 料理（調味料）のさしすせそをクイズ形式で紹介。 水曜日と金曜日の放送回では、千葉県でロケ。 「お花料理にチャレンジ!」では、花を使った生春巻きを作った。 また、食用花を使った料理が紹介された。 | そぼろポロポロ                                                                           | とりそぼろ たまごそぼろ にんじんそぼろ きぬさやそぼろ カラフル4色ごはん                                                                              |
| 特集16 | 5月11日       | クッキンアイドル アイ!マイ!まいん! リクエストスペシャル   | 視聴者から寄せられた疑問・質問・リクエストにまいんが答える。 曜日ごとに今日のテーマをそれぞれ設けて、テーマに沿った料理や情報を過去の放送回から紹介。 （月曜日「朝ごはん」、火曜日「変身」、水曜日「花」、木曜日「お弁当」、金曜日「いちご」） 水曜日には、お弁当の上手なつめかたの紹介。 金曜日には、あまいいちごの見分け方の紹介といちごクイズ。 料理（調味料）のさしすせそをクイズ形式で紹介。 水曜日と金曜日の放送回では、千葉県でロケ。 「お花料理にチャレンジ!」では、花を使った生春巻きを作った。 また、食用花を使った料理が紹介された。 | (ストロベリーフェアリー)                                                                 | クリスマスキャンドルケーキ いちごのパスタサラダ いちごのマシュマロミルクプリン いちごパフェ                                                          |
| 特集17 | 7月23日       | クッキンアイドル アイ!マイ!まいん! リクエストスペシャル   | 視聴者から寄せられた疑問・質問・リクエストにまいんが答える。 月曜日は、お便りをもとに、友達と一緒に作るオススメ料理の紹介と、2012年6月23日・24日に行われたクリネックススタジアム宮城でのイベント の様子を紹介。 また、東北楽天ゴールデンイーグルスから、マスコットのクラッチとクラッチーナ、田中将大投手、青山浩二投手、小山伸一郎投手が出演した。 火曜日以降は、曜日ごとに今日のテーマをそれぞれ設けて、テーマに沿った料理や情報を過去の放送回から紹介。 火曜日は「スイーツ」をテーマに、楽しいお菓子の作り方とおやつを仲良く分ける方法を伝授。 いちごソフト生キャラメルの上手な作り方のおさらい。 水曜日は「どうぶつ」をテーマに、なぞなぞお便りをもとに「かくれんぼどうぶつえん」と動物の名前からつけられた世界の料理、猫の手で包丁のつかいかた紹介。 木曜日は「やさい」をテーマに、クッキンスタジオで紙相撲「野菜大相撲夏場所」を開催、季節の野菜とその花の紹介、野菜嫌いな子へ野菜を使ったスイーツを再紹介。 金曜日は「おと」をテーマに、好きな料理の「おと」を紹介と、スイカを叩いてのや天ぷらの「パチパチ」というおとの例でおいしさ判断の方法を紹介 | キッチンプリンセス                                                                       | お好みオープンサンド |
| 特集17 | 7月24日       | クッキンアイドル アイ!マイ!まいん! リクエストスペシャル   | 視聴者から寄せられた疑問・質問・リクエストにまいんが答える。 月曜日は、お便りをもとに、友達と一緒に作るオススメ料理の紹介と、2012年6月23日・24日に行われたクリネックススタジアム宮城でのイベント の様子を紹介。 また、東北楽天ゴールデンイーグルスから、マスコットのクラッチとクラッチーナ、田中将大投手、青山浩二投手、小山伸一郎投手が出演した。 火曜日以降は、曜日ごとに今日のテーマをそれぞれ設けて、テーマに沿った料理や情報を過去の放送回から紹介。 火曜日は「スイーツ」をテーマに、楽しいお菓子の作り方とおやつを仲良く分ける方法を伝授。 いちごソフト生キャラメルの上手な作り方のおさらい。 水曜日は「どうぶつ」をテーマに、なぞなぞお便りをもとに「かくれんぼどうぶつえん」と動物の名前からつけられた世界の料理、猫の手で包丁のつかいかた紹介。 木曜日は「やさい」をテーマに、クッキンスタジオで紙相撲「野菜大相撲夏場所」を開催、季節の野菜とその花の紹介、野菜嫌いな子へ野菜を使ったスイーツを再紹介。 金曜日は「おと」をテーマに、好きな料理の「おと」を紹介と、スイカを叩いてのや天ぷらの「パチパチ」というおとの例でおいしさ判断の方法を紹介 | 不思議でステキなスムージー                                                               | フリフリ☆カラフルスムージー いちごソフト生キャラメル                                                                                                 |
| 特集17 | 7月25日       | クッキンアイドル アイ!マイ!まいん! リクエストスペシャル   | 視聴者から寄せられた疑問・質問・リクエストにまいんが答える。 月曜日は、お便りをもとに、友達と一緒に作るオススメ料理の紹介と、2012年6月23日・24日に行われたクリネックススタジアム宮城でのイベント の様子を紹介。 また、東北楽天ゴールデンイーグルスから、マスコットのクラッチとクラッチーナ、田中将大投手、青山浩二投手、小山伸一郎投手が出演した。 火曜日以降は、曜日ごとに今日のテーマをそれぞれ設けて、テーマに沿った料理や情報を過去の放送回から紹介。 火曜日は「スイーツ」をテーマに、楽しいお菓子の作り方とおやつを仲良く分ける方法を伝授。 いちごソフト生キャラメルの上手な作り方のおさらい。 水曜日は「どうぶつ」をテーマに、なぞなぞお便りをもとに「かくれんぼどうぶつえん」と動物の名前からつけられた世界の料理、猫の手で包丁のつかいかた紹介。 木曜日は「やさい」をテーマに、クッキンスタジオで紙相撲「野菜大相撲夏場所」を開催、季節の野菜とその花の紹介、野菜嫌いな子へ野菜を使ったスイーツを再紹介。 金曜日は「おと」をテーマに、好きな料理の「おと」を紹介と、スイカを叩いてのや天ぷらの「パチパチ」というおとの例でおいしさ判断の方法を紹介 | こねこねネコだゾウ                                                                       | （なし） |
| 特集17 | 7月26日       | クッキンアイドル アイ!マイ!まいん! リクエストスペシャル   | 視聴者から寄せられた疑問・質問・リクエストにまいんが答える。 月曜日は、お便りをもとに、友達と一緒に作るオススメ料理の紹介と、2012年6月23日・24日に行われたクリネックススタジアム宮城でのイベント の様子を紹介。 また、東北楽天ゴールデンイーグルスから、マスコットのクラッチとクラッチーナ、田中将大投手、青山浩二投手、小山伸一郎投手が出演した。 火曜日以降は、曜日ごとに今日のテーマをそれぞれ設けて、テーマに沿った料理や情報を過去の放送回から紹介。 火曜日は「スイーツ」をテーマに、楽しいお菓子の作り方とおやつを仲良く分ける方法を伝授。 いちごソフト生キャラメルの上手な作り方のおさらい。 水曜日は「どうぶつ」をテーマに、なぞなぞお便りをもとに「かくれんぼどうぶつえん」と動物の名前からつけられた世界の料理、猫の手で包丁のつかいかた紹介。 木曜日は「やさい」をテーマに、クッキンスタジオで紙相撲「野菜大相撲夏場所」を開催、季節の野菜とその花の紹介、野菜嫌いな子へ野菜を使ったスイーツを再紹介。 金曜日は「おと」をテーマに、好きな料理の「おと」を紹介と、スイカを叩いてのや天ぷらの「パチパチ」というおとの例でおいしさ判断の方法を紹介 | おいしいがうれしい                                                                       | （なし） |
| 特集17 | 7月27日       | クッキンアイドル アイ!マイ!まいん! リクエストスペシャル   | 視聴者から寄せられた疑問・質問・リクエストにまいんが答える。 月曜日は、お便りをもとに、友達と一緒に作るオススメ料理の紹介と、2012年6月23日・24日に行われたクリネックススタジアム宮城でのイベント の様子を紹介。 また、東北楽天ゴールデンイーグルスから、マスコットのクラッチとクラッチーナ、田中将大投手、青山浩二投手、小山伸一郎投手が出演した。 火曜日以降は、曜日ごとに今日のテーマをそれぞれ設けて、テーマに沿った料理や情報を過去の放送回から紹介。 火曜日は「スイーツ」をテーマに、楽しいお菓子の作り方とおやつを仲良く分ける方法を伝授。 いちごソフト生キャラメルの上手な作り方のおさらい。 水曜日は「どうぶつ」をテーマに、なぞなぞお便りをもとに「かくれんぼどうぶつえん」と動物の名前からつけられた世界の料理、猫の手で包丁のつかいかた紹介。 木曜日は「やさい」をテーマに、クッキンスタジオで紙相撲「野菜大相撲夏場所」を開催、季節の野菜とその花の紹介、野菜嫌いな子へ野菜を使ったスイーツを再紹介。 金曜日は「おと」をテーマに、好きな料理の「おと」を紹介と、スイカを叩いてのや天ぷらの「パチパチ」というおとの例でおいしさ判断の方法を紹介 | さあ炒めよう スーパー戦士ニルンジャー ころころがるるころガール （※メドレー(上から順に)） | （なし） |
| 特集18 | 9月3日        | クッキンアイドル アイ!マイ!まいん! 夏の思い出スペシャル!  | 群馬県昭和村・沼田市でロケ。 まいんが夏休みに群馬県の農家で生活を体験。 牛の世話のお手伝い、野菜（ほうれん草、レタス、小松菜、えだまめ）やブルーベリーの収穫や、虫捕り、沼田まつり、魚釣りなどの思い出を紹介。 水曜日には、ロケ先の沼田市で毎年八月に行われる沼田まつりに参加。 挿入歌「夢に向かって」にのせてお祭りの様子を披露。 「歌ってー」とせがまれたという設定で、主題歌「ハッピー！クッキンタイム」屋外会場で披露。 金曜日には今回のロケでお世話になった方々のために、屋外コンサートを開催。 主題歌「ハッピー！クッキンタイム」と、「ありがとう×サンキュー」の歌を披露した。 | （なし）                                                                                 | まいん風ほうれん草のカルボナーラ |
| 特集18 | 9月4日        | クッキンアイドル アイ!マイ!まいん! 夏の思い出スペシャル!  | 群馬県昭和村・沼田市でロケ。 まいんが夏休みに群馬県の農家で生活を体験。 牛の世話のお手伝い、野菜（ほうれん草、レタス、小松菜、えだまめ）やブルーベリーの収穫や、虫捕り、沼田まつり、魚釣りなどの思い出を紹介。 水曜日には、ロケ先の沼田市で毎年八月に行われる沼田まつりに参加。 挿入歌「夢に向かって」にのせてお祭りの様子を披露。 「歌ってー」とせがまれたという設定で、主題歌「ハッピー！クッキンタイム」屋外会場で披露。 金曜日には今回のロケでお世話になった方々のために、屋外コンサートを開催。 主題歌「ハッピー！クッキンタイム」と、「ありがとう×サンキュー」の歌を披露した。 | （なし）                                                                                 | レタスの手巻き焼き肉 |
| 特集18 | 9月5日        | クッキンアイドル アイ!マイ!まいん! 夏の思い出スペシャル!  | 群馬県昭和村・沼田市でロケ。 まいんが夏休みに群馬県の農家で生活を体験。 牛の世話のお手伝い、野菜（ほうれん草、レタス、小松菜、えだまめ）やブルーベリーの収穫や、虫捕り、沼田まつり、魚釣りなどの思い出を紹介。 水曜日には、ロケ先の沼田市で毎年八月に行われる沼田まつりに参加。 挿入歌「夢に向かって」にのせてお祭りの様子を披露。 「歌ってー」とせがまれたという設定で、主題歌「ハッピー！クッキンタイム」屋外会場で披露。 金曜日には今回のロケでお世話になった方々のために、屋外コンサートを開催。 主題歌「ハッピー！クッキンタイム」と、「ありがとう×サンキュー」の歌を披露した。 | （なし）                                                                                 | とうもろこしごはん |
| 特集18 | 9月6日        | クッキンアイドル アイ!マイ!まいん! 夏の思い出スペシャル!  | 群馬県昭和村・沼田市でロケ。 まいんが夏休みに群馬県の農家で生活を体験。 牛の世話のお手伝い、野菜（ほうれん草、レタス、小松菜、えだまめ）やブルーベリーの収穫や、虫捕り、沼田まつり、魚釣りなどの思い出を紹介。 水曜日には、ロケ先の沼田市で毎年八月に行われる沼田まつりに参加。 挿入歌「夢に向かって」にのせてお祭りの様子を披露。 「歌ってー」とせがまれたという設定で、主題歌「ハッピー！クッキンタイム」屋外会場で披露。 金曜日には今回のロケでお世話になった方々のために、屋外コンサートを開催。 主題歌「ハッピー！クッキンタイム」と、「ありがとう×サンキュー」の歌を披露した。 | （なし）                                                                                 | えだまめハンバーグ |
| 特集18 | 9月7日        | クッキンアイドル アイ!マイ!まいん! 夏の思い出スペシャル!  | 群馬県昭和村・沼田市でロケ。 まいんが夏休みに群馬県の農家で生活を体験。 牛の世話のお手伝い、野菜（ほうれん草、レタス、小松菜、えだまめ）やブルーベリーの収穫や、虫捕り、沼田まつり、魚釣りなどの思い出を紹介。 水曜日には、ロケ先の沼田市で毎年八月に行われる沼田まつりに参加。 挿入歌「夢に向かって」にのせてお祭りの様子を披露。 「歌ってー」とせがまれたという設定で、主題歌「ハッピー！クッキンタイム」屋外会場で披露。 金曜日には今回のロケでお世話になった方々のために、屋外コンサートを開催。 主題歌「ハッピー！クッキンタイム」と、「ありがとう×サンキュー」の歌を披露した。 | （なし）                                                                                 | ブルーベリーシェイク |
| 特集19 | 2013年 2月4日 | クッキンアイドル アイ!マイ!まいん! リクエストスペシャル!! | 視聴者からの疑問・質問・リクエストに答えながら、過去4年間の放送の中からいろいろなエピソードを振り返る。 各曜日にテーマを設け、テーマに沿った情報を提供。（月曜日「みんなのはじめてクッキング」、火曜日「おいしい食材スペシャル」、水曜日「スマイルクッキング」、木曜日「むだなくおいしく食べちゃおう!」、金曜日「きねん日料理」。） | 彼とフライパン                                                                           | 春キャベツのパンケーキサンド 夏野菜たっぷり煮込み コーンバーグプレート チキンボールのクリームシチュー まいん風!フライパン肉まん 夏野菜たっぷり煮込み |
| 特集19 | 2月5日        | クッキンアイドル アイ!マイ!まいん! リクエストスペシャル!! | 視聴者からの疑問・質問・リクエストに答えながら、過去4年間の放送の中からいろいろなエピソードを振り返る。 各曜日にテーマを設け、テーマに沿った情報を提供。（月曜日「みんなのはじめてクッキング」、火曜日「おいしい食材スペシャル」、水曜日「スマイルクッキング」、木曜日「むだなくおいしく食べちゃおう!」、金曜日「きねん日料理」。） | おいしいがうれしい                                                                       | カリカリ野菜スティック なすのコンポート |
| 特集19 | 2月6日        | クッキンアイドル アイ!マイ!まいん! リクエストスペシャル!! | 視聴者からの疑問・質問・リクエストに答えながら、過去4年間の放送の中からいろいろなエピソードを振り返る。 各曜日にテーマを設け、テーマに沿った情報を提供。（月曜日「みんなのはじめてクッキング」、火曜日「おいしい食材スペシャル」、水曜日「スマイルクッキング」、木曜日「むだなくおいしく食べちゃおう!」、金曜日「きねん日料理」。） | チョコレートチア                                                                         | お花ハンバーグ 焼きみかん☆ア・ラ・モード リボンパスタチョコ ペロペロキャンティチョコ                                                                 |
| 特集19 | 2月7日        | クッキンアイドル アイ!マイ!まいん! リクエストスペシャル!! | 視聴者からの疑問・質問・リクエストに答えながら、過去4年間の放送の中からいろいろなエピソードを振り返る。 各曜日にテーマを設け、テーマに沿った情報を提供。（月曜日「みんなのはじめてクッキング」、火曜日「おいしい食材スペシャル」、水曜日「スマイルクッキング」、木曜日「むだなくおいしく食べちゃおう!」、金曜日「きねん日料理」。） | キッチンプリンセス                                                                       | パンの耳ラスク スティック☆カレーパン マッシュポテト ケーキバーグ                                                                                     |
| 特集19 | 2月8日        | クッキンアイドル アイ!マイ!まいん! リクエストスペシャル!! | 視聴者からの疑問・質問・リクエストに答えながら、過去4年間の放送の中からいろいろなエピソードを振り返る。 各曜日にテーマを設け、テーマに沿った情報を提供。（月曜日「みんなのはじめてクッキング」、火曜日「おいしい食材スペシャル」、水曜日「スマイルクッキング」、木曜日「むだなくおいしく食べちゃおう!」、金曜日「きねん日料理」。） | （クッキンドリーム）                                                                     | 手づくりいちごジャムといちごパフェ ハートのホワイトホットケーキ まいんのとろけるオムライス                                                           |

## 特別番組
2011年度と2012年度には、通常の月〜金曜日の構成ではない特別番組が放送された。
| 初回放送日                   | タイトル                                                 | 概要 | 挿入歌                                                                      | 作中番組で作った料理                                                          |
| ---------------------------- | -------------------------------------------------------- | --- | --------------------------------------------------------------------------- | ----------------------------------------------------------------------------- |
| 2011年 9月19日 9:00〜9:45    | まいんの、台湾でだってアイドル!                          | 台湾でロケ。 お手紙をくれたお友達のおばあちゃんのために料理を作る。 後日、この放送の再編集版が特集週として放送された。 | （なし）                                                                    | えびたっぷりぎょうざ オレンジごはん手巻きずし                                 |
| 2011年 12月31日 11:30〜12:00 | まいんのおせちでハッピー!                                | 和歌山県加太港、紀の川市でロケ。 お正月の準備をしていたまいんの前に辰年重兵衛というおせち料理の守り神が現れ、まいんは重兵衛におせち料理をいろいろ教わりながらおせちの素材を集め、完成させる。加太港のロケでは漁船に乗せてもらって鯛つりと、鯛料理を教わる。紀の川市では黒豆の収穫や重兵衛が教えた煮豆名人のおばあさんから料理を教わる。その他はおせちに関するクイズと後半では子供3人と一緒に料理を行う | ハッピーおせちでニューイヤー! （2つのバージョンが放送された）               | たいの塩焼き にこにこ錦たまご りんごきんとん （他に黒豆、伊達巻、なますなど） |
| 2012年 3月31日 16:45〜16:50  | まいんのミニミニキッチン                                 | 5分間のミニ番組。2012年度の新衣装と新セットを先行披露。2011年度の放送回から再編集して放送。 | スマイルキッチン はじけるPOPシェイク! スイーツプリンセス                    | まぜまぜレアチーズケーキ POPシェイク カステラボール                           |
| 2012年 12月31日 6:35〜7:00   | クッキンアイドル スペシャル まいんのハッピー・レシピ大賞 | 2012年度内に番組で作られた料理から、視聴者からの声に応じた部門賞を決定し、1年間を振り返る。 | 不思議でステキなスムージー ハッピーおせちでニューイヤー! キッチンプリンセス | フリフリ☆カラフルスムージー くるくるロールおにぎり ハロウィンクッキー         |